# Amérique
Ne doit pas être confondu avec États-Unis.
Pour les articles homonymes, voir Amérique (homonymie).
L'Amérique, parfois les Amériques, est un continent de l'hémisphère occidental. Il s'étend de l'océan Arctique au nord, jusqu'au cap Horn dans le passage de Drake au sud, à la confluence des océans Atlantique et Pacifique qui la délimitent à l'est et à l'ouest, respectivement. Avec plus de 42 millions de km2, l'Amérique est le deuxième plus vaste continent de la planète, couvrant 8,3 % de la superficie totale et 28,2 % des terres émergées. De plus, l'Amérique concentre environ 13,3 % de la population mondiale, avec plus d'un milliard de personnes. Ses habitants sont désignés sous le gentilé Américains : ce terme est cependant également employé pour désigner les citoyens des États-Unis d'Amérique. Dès lors, les habitants des différentes parties du continent sont fréquemment distingués en employant des gentilés spécifiques comme Nord-Américains, Sud-Américains ou Latino-Américains. Le terme America est une invention des cartographes allemands Martin Waldseemüller et Mathias Ringmann et apparaît en honneur de l'explorateur Amerigo Vespucci dans le planisphère qu'ils éditent en 1507 à Saint-Dié-des-Vosges.
En raison de ses caractéristiques géographiques, l'Amérique est traditionnellement considérée du point de vue d'un ensemble de sous-continents désigné sous le nom des Amériques, à savoir l'Amérique du Nord, l'Amérique centrale, les Antilles et l'Amérique du Sud. Compte tenu également de son portrait culturel, elle se divise entre autres en Amérique anglo-saxonne et Amérique latine. Bien que certaines parties aient d'autres langues dominantes.
Bien que l'histoire des civilisations précolombiennes soit aussi ancienne que celle des peuples responsables de la colonisation européenne des Amériques, l'Amérique est parfois qualifiée de « Nouveau Monde » par opposition au « Vieux Continent », l'Europe. De même, le terme générique Indiens pour désigner les citoyens des nations autochtones du continent porte à confusion : Christophe Colomb avait entrepris son voyage pour rejoindre les Indes par la mer et croyait qu'il s'y trouvait.[réf. nécessaire] Par le commerce triangulaire, les colons ont également  contraint au déplacement les populations africaines vers l'Amérique pour les mettre en esclavage.

## Toponymie

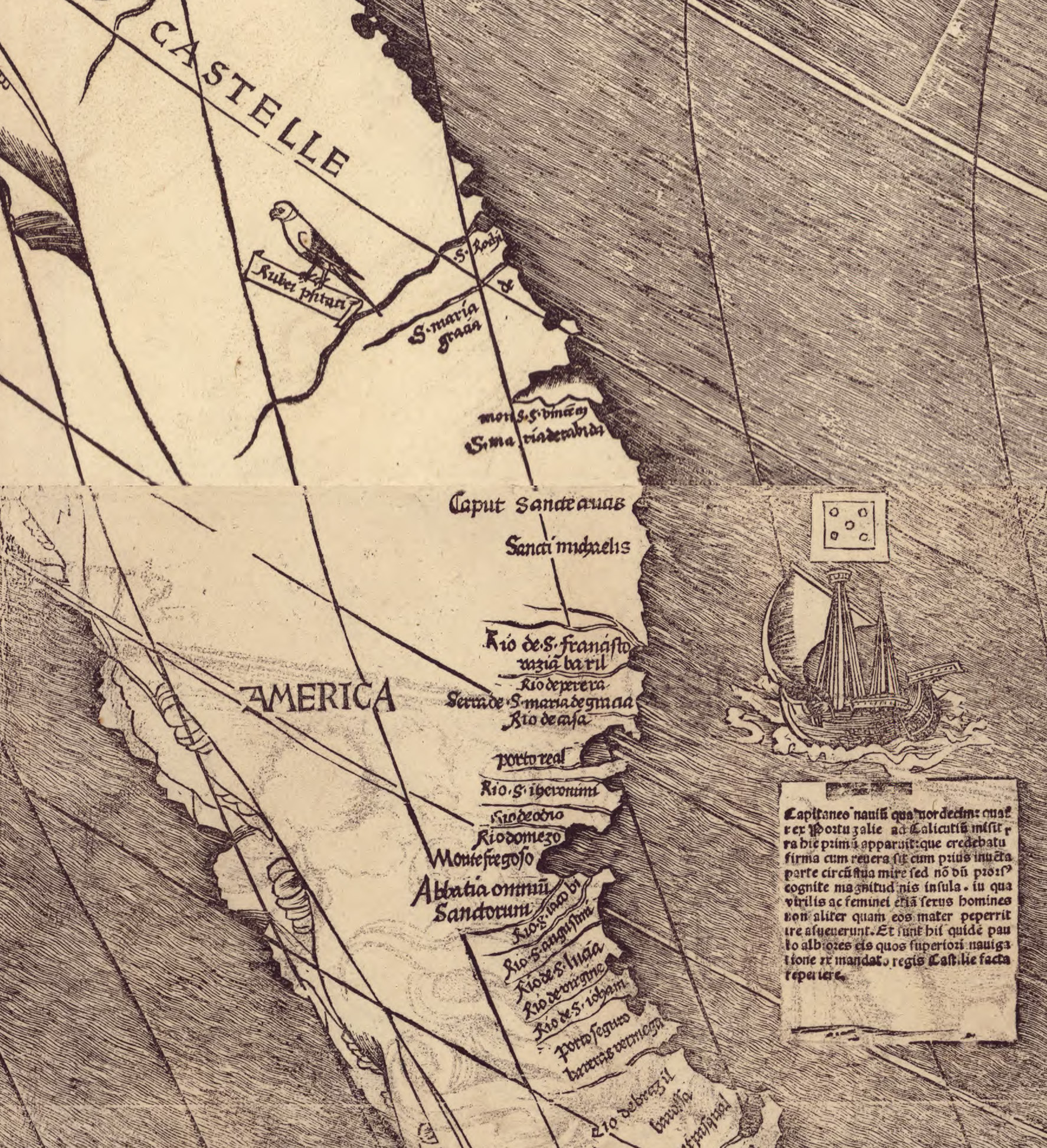
Détail du planisphère de Waldseemüller avec la mention « AMERICA » désignant la partie sud du continent américain (1507).

En 1507, Martin Waldseemüller, le cartographe d'une société savante du duché de Lorraine, dénommée Gymnase Vosgien et située à Saint-Dié-des-Vosges, produit avec l'aide de l'érudit Mathias Ringmann un planisphère intitulé Universalis Cosmographia représentant la région méridionale de l'Amérique. Cette mappemonde est la première carte sur laquelle apparaît le mot « America », prénom féminisé attribué en l'honneur du navigateur florentin Amerigo Vespucci (Amerigo est l’équivalent italien du prénom d'origine germanique « Aymeric », variante méridionale de « Henri »). Cet explorateur est le premier à émettre la thèse d'un nouveau continent lors de son expédition au sud de la Patagonie en 1502. Cette quatrième partie du monde, qui s'ajoute au supercontinent de l'Afro-Eurasie, vient alors modifier les assertions de Christophe Colomb qui, en 1492, croyant avoir découvert la route des Indes, rencontra plutôt ceux qui, aujourd'hui, sont désignés par métonymie sous l'appellation « Amérindiens » ou « Indiens d'Amérique » (au Canada francophone, ces appellations sont souvent considérées comme péjoratives et d'autres appellations leur sont aujourd'hui préférées telles que : « Premières Nations », « Natifs »).
En 1992, les nations autochtones du continent adoptent le terme kuna « Abya Yala » pour désigner l'Amérique sans référer au nom colonial d'Amerigo Vespucci.

## Géographie
L'Amérique est le deuxième plus grand continent de la planète après l'Asie. Elle a une superficie d'environ 42 437 680 km2 et s'étend du nord au sud depuis le cap Columbia (83 ° N, Nunavut, Canada) jusqu'aux îles Diego Ramirez (56 º S, Terre de Feu, Chili). Elle est séparée de la Russie par l'océan Arctique et de l'Antarctique par le passage de Drake. Ses points les plus occidental et oriental correspondent respectivement à l'île Attu (173 ° 11'E) en Alaska (États-Unis) et à la pointe du Seixas (34 ° 47'O) en Paraíba (Brésil).
Le continent américain se compose de trois sous-continents : Amérique centrale, Amérique du Nord et Amérique du Sud, ainsi que d'un arc insulaire désigné sous le nom des Antilles et faisant office de connexion continentale entre l'Amérique du Nord et l'Amérique du Sud. Selon la théorie de la dérive des continents et de la tectonique des plaques, ce qui est l'Amérique du Nord et l'Amérique du Sud serait resté séparé pendant des millions d'années. Après la séparation du Gondwana de la Laurasie, deux sous-continents dérivèrent jusqu'à leurs positions actuelles, puis furent unis par l'Amérique centrale. D'abord un arc insulaire, ce pont terrestre émergea entre eux par l'action de la tectonique des plaques et devint plus tard une bande continue de terre. Le point le plus mince de cette union est à l'isthme de Panama, lequel permit le grand échange interaméricain lors de sa formation il y a 3 millions d'années.
| Amérique du Nord | Les Antilles                              | Amérique centrale                  | Amérique du Sud |
| --- | ----------------------------------------- | ---------------------------------- | --- |
| Néarctique Montagnes Rocheuses Prairies canadiennes Appalaches Basses-terres du Saint-Laurent Basses-terres des Maritimes Basses-terres du lac Érié Toundra Forêt boréale Plateau laurentien Grand Bassin des États-Unis Grandes Plaines Grands Lacs Sierra Madre occidentale Sierra Madre orientale Sierra Madre del Sur Mésoamérique | Bahamas Grandes Antilles Petites Antilles | Plaque caraïbe Cordillère Centrale | Néotropique Déserts sud-américains Caraïbes sud-américaines Chocó Llanos Bassin amazonien Cordillère des Andes Altiplano Gran Chaco Plateau des Guyanes Pampa Cône Sud Patagonie Bassin de la Plata Massif de Brasilia |
| Grand Canyon | Cuba                                      | Canal de Panama                    | Amazonie |

### Topographie

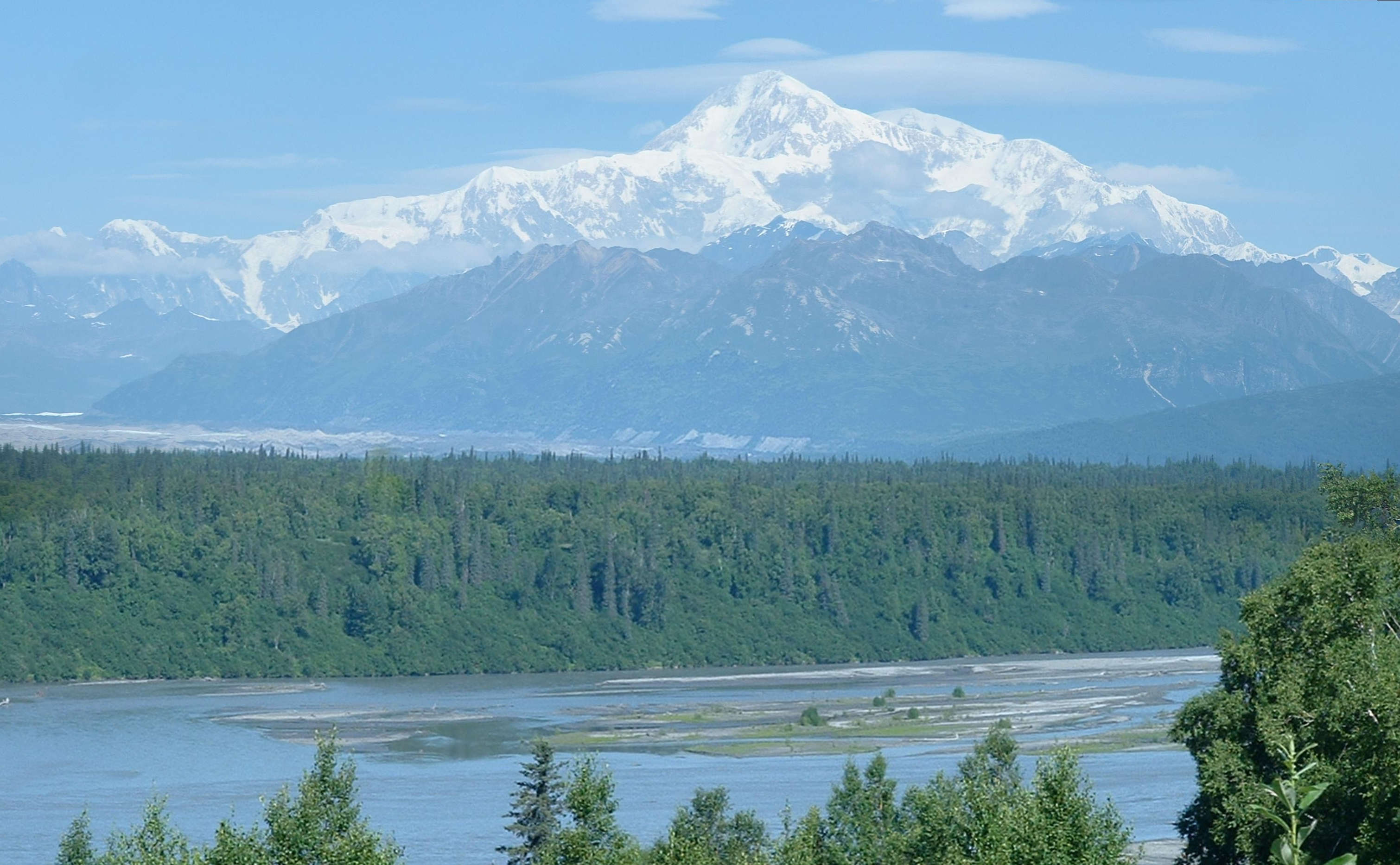
Le mont McKinley en Alaska (États-Unis), point culminant de l'Amérique du Nord dont le sommet est situé à 6190 mètres d'altitude.

Dans leur déplacement du centre de l'océan Atlantique vers l'ouest, les plaques tectoniques (caraïbe, nord-américaine et sud-américaine) forment la cordillère américaine par subduction de la plaque pacifique sur le pourtour oriental de la ceinture de feu. La chaîne de montagnes ainsi formée est essentiellement composée d'une série de crêtes élevées telles que les montagnes Rocheuses, la Sierra Madre occidentale et la Cordillère des Andes. À l'est de l'Amérique du Nord, les Appalaches s'étendent depuis l'Alabama jusqu'à Terre-Neuve sur plus de 2 300 km, alors qu'au nord s'élève la cordillère arctique.
Au centre du continent, l'Amérique du Nord est composée de vastes étendues de plaines, dont les basses-terres du Saint-Laurent, le bassin du fleuve Mackenzie et la Prairie. Au nord-est, le plateau Laurentien s'étend sur près de cinq millions de kilomètres carrés et couvrent la majeure partie du Nunavut et du Québec. L'Amérique du Sud est pour sa part composée des basses terres du bassin amazonien au nord-est, du plateau brésilien sur la côte est et des plaines du Gran Chaco et de la Pampa au sud.
Principales chaînes de montagnes
| Chaîne               | Longueur (Kilomètres) | Pays                                                            |
| -------------------- | --------------------- | --------------------------------------------------------------- |
| Cordillère des Andes | 7100                  | Venezuela- Colombie- Équateur- Pérou- Bolivie- Chili- Argentine |
| Montagnes Rocheuses  | 4800                  | Canada- États-Unis                                              |
| Appalaches           | 2400                  | Canada- États-Unis                                              |
| Chaîne des Cascades  | 1100                  | Canada- États-Unis                                              |
| Chaîne d'Alaska      | 650                   | États-Unis                                                      |
| Sierra Nevada        | 644                   | États-Unis                                                      |
| Chaîne Saint-Élie    | (non spécifié)        | Canada- États-Unis                                              |

| Montagne               | Altitude (mètres) | Pays              |
| ---------------------- | ----------------- | ----------------- |
| Mont Aconcagua         | 6 962             | Argentine         |
| Nevado Ojos del Salado | 6 893             | Argentine- Chili  |
| Monte Pissis           | 6 795             | Argentine         |
| Mont Huascarán         | 6 768             | Pérou             |
| Volcan Llullaillaco    | 6 739             | Chili - Argentine |
| Cerro Mercedario       | 6 720             | Argentine         |
| Yerupajá               | 6 617             | Pérou             |
| Nevado Sajama          | 6 542             | Bolivie           |
| Volcan Antofalla       | 6 440             | Argentine         |
| Nevado Illimani        | 6 438             | Bolivie           |

### Hydrographie
| Cours d'eau                         | Longueur (km) | Pays                                 |
| ----------------------------------- | ------------- | ------------------------------------ |
| Fleuve Amazone                      | 6 800         | Pérou, Brésil, Colombie, Venezuela   |
| Fleuve Mississippi-Rivière Missouri | 6 019         | États-Unis                           |
| Fleuve Mackenzie                    | 4 240         | Canada                               |
| Fleuve Paraná-Río de la Plata       | 4 200         | Argentine, Brésil, Paraguay, Uruguay |
| Rivière Purus                       | 3 590         | Pérou, Brésil                        |
| Rivière Madeira                     | 3 239         | Bolivie, Brésil                      |
| Rio São Francisco                   | 3 199         | Brésil                               |
| Fleuve Yukon                        | 3 185         | Canada, États-Unis                   |
| Fleuve Río Grande                   | 3 033         | Mexique, États-Unis                  |
| Rivière Paraguay                    | 2 625         | Argentine, Bolivie, Brésil, Paraguay |
| Rivière Saskatchewan                | 2 575         | Canada                               |
| Fleuve Colorado                     | 2 333         | États-Unis, Mexique                  |
| Fleuve Orénoque                     | 2 150         | Venezuela, Colombie                  |
| Rivière Mamoré                      | 2 000         | Bolivie                              |
| Fleuve Columbia                     | 1 953         | Canada, États-Unis                   |
| Rivière Ucayali                     | 1 900         | Pérou                                |
| Rivière Putumayo                    | 1 800         | Pérou, Équateur, Colombie, Brésil    |
| Fleuve Uruguay                      | 1 770         | Argentine, Brésil, Uruguay           |
| Fleuve Marañón                      | 1 600         | Pérou                                |
| Rivière Pilcomayo                   | 1 590         | Argentine, Bolivie, Paraguay         |
| Fleuve Magdalena                    | 1 543         | Colombie                             |
| Rivière Bermejo                     | 1 450         | Argentine, Bolivie                   |
| Fleuve Cauca                        | 1 350         | Colombie                             |
| Fleuve Usumacinta                   | 1 200         | Guatemala, Mexique                   |
| Fleuve Saint-Laurent                | 1 140         | Canada, États-Unis                   |

### Faune et flore
De très nombreuses espèces animales et végétales sont originaires d'Amérique. Nombre d'entre elles ont reçu l'épithète spécifique americanus, americana ou americanum.

## Démographie

### États et territoires d'Amérique
| Noms des pays et des territoires, avec leurs drapeaux | Noms des pays et des territoires, avec leurs drapeaux | Superficie (km2) | Population  | Densité de population (par km2) | Capitale          |
| ----------------------------------------------------- | ----------------------------------------------------- | ---------------- | ----------- | ------------------------------- | ----------------- |
| Amérique du Nord                                      |                                                       |                  |             |                                 |                   |
| Canada                                                | Canada                                                | 9 984 670        | 35 056 064  | 3,5                             | Ottawa            |
| États-Unis                                            | États-Unis                                            | 9 630 091        | 317 627 401 | 33                              | Washington DC     |
| Danemark                                              | Groenland                                             | 2 166 086        | 60 000      | 0,026                           | Nuuk              |
| Mexique                                               | Mexique                                               | 1 972 550        | 118 395 054 | 60,6                            | Mexico            |
| France                                                | Saint-Pierre-et-Miquelon                              | 242              | 6 954       | 29                              | Saint-Pierre      |
| Royaume-Uni                                           | Bermudes                                              | 53               | 65 773      | 1 250                           | Hamilton          |
| Amérique centrale                                     |                                                       |                  |             |                                 |                   |
| Nicaragua                                             | Nicaragua                                             | 129 494          | 5 785 846   | 42                              | Managua           |
| Honduras                                              | Honduras                                              | 112 090          | 7 639 327   | 57                              | Tegucigalpa       |
| Guatemala                                             | Guatemala                                             | 108 890          | 13 824 463  | 119                             | Guatemala         |
| Panama                                                | Panama                                                | 78 200           | 3 460 462   | 46                              | Panama            |
| Costa Rica                                            | Costa Rica                                            | 51 100           | 4 636 348   | 85                              | San José          |
| Belize                                                | Belize                                                | 22 966           | 334 297     | 13                              | Belmopan          |
| Salvador                                              | Salvador                                              | 21 040           | 7 066 403   | 330                             | San Salvador      |
| Caraïbes                                              |                                                       |                  |             |                                 |                   |
| Royaume-Uni                                           | Anguilla                                              | 102              | 12 800      | 363                             | The Valley        |
| Royaume-Uni                                           | Îles Caïmans                                          | 260              | 44 270      | 139                             | George Town       |
| Royaume-Uni                                           | Montserrat                                            | 102              | 4 798       | 47                              | Plymouth          |
| Royaume-Uni                                           | Îles Turques-et-Caïques                               | 497              | 26 023      | 60                              | Cockburn Town     |
| Royaume-Uni                                           | Îles Vierges britanniques                             | 153              | 21 730      | 260                             | Road Town         |
| Antigua-et-Barbuda                                    | Antigua-et-Barbuda                                    | 442              | 69 108      | 152                             | Saint John's      |
| Pays-Bas                                              | Aruba                                                 | 193              | 102 695     | 532                             | Oranjestad        |
| Pays-Bas                                              | Bonaire                                               | 288              | 12 000      | 101                             | Kralendijk        |
| Pays-Bas                                              | Curaçao                                               | 450              | 173 400     | 385                             | Willemstad        |
| Pays-Bas                                              | Saba                                                  | 13               | 1 424       | 110                             | The Bottom        |
| Pays-Bas                                              | Saint-Eustache                                        | 21               | 3 300       | 157                             | Oranjestad        |
| Pays-Bas                                              | Saint-Martin                                          | 34               | 33 119      | 974                             | Philipsburg       |
| Bahamas                                               | Bahamas                                               | 13 940           | 297 852     | 21,2                            | Nassau            |
| Barbade                                               | Barbade                                               | 430              | 276 607     | 642                             | Bridgetown        |
| Cuba                                                  | Cuba                                                  | 110 861          | 11 184 023  | 110,9                           | La Havane         |
| République dominicaine                                | République dominicaine                                | 48 730           | 10 088 598  | 173,2                           | Saint-Domingue    |
| Dominique                                             | Dominique                                             | 754              | 72 386      | 91                              | Roseau            |
| Grenade                                               | Grenade                                               | 350              | 105 000     | 259,5                           | Saint-Georges     |
| France                                                | 🇬🇵 Guadeloupe                                         | 1 628            | 405 000     | 249                             | Basse-Terre       |
| France                                                | 🇲🇶 Martinique                                         | 1 128            | 401 000     | 355                             | Fort-de-France    |
| France                                                | Saint-Barthélemy                                      | 21               | 8 400       | 400                             | Gustavia          |
| France                                                | Saint-Martin                                          | 53,20            | 31 397      | 590                             | Marigot           |
| Haïti                                                 | Haïti                                                 | 27 750           | 9 801 764   | 271                             | Port-au-Prince    |
| Jamaïque                                              | Jamaïque                                              | 11 425           | 2 598 000   | 245                             | Kingston          |
| États-Unis                                            | Porto Rico                                            | 9 104            | 3 994 259   | 438                             | San Juan          |
| États-Unis                                            | Îles Vierges des États-Unis                           | 352              | 124 778     | 254                             | Charlotte Amalie  |
| Saint-Christophe-et-Niévès                            | Saint-Christophe-et-Niévès                            | 261              | 38 756      | 148,5                           | Basseterre        |
| Saint-Vincent-et-les-Grenadines                       | Saint-Vincent-et-les-Grenadines                       | 389              | 116 812     | 300                             | Kingstown         |
| Sainte-Lucie                                          | Sainte-Lucie                                          | 620              | 160 145     | 260                             | Castries          |
| Trinité-et-Tobago                                     | Trinité-et-Tobago                                     | 5 128            | 1 300 000   | 215                             | Port d'Espagne    |
| Amérique du Sud                                       |                                                       |                  |             |                                 |                   |
| Argentine                                             | Argentine                                             | 2 766 890        | 40 677 348  | 14,3                            | Buenos Aires      |
| Bolivie                                               | Bolivie                                               | 1 098 580        | 10 461 053  | 8,1                             | La Paz, Sucre     |
| Brésil                                                | Brésil                                                | 8 514 877        | 201 032 714 | 22,0                            | Brasilia          |
| Chili                                                 | Chili                                                 | 756 950          | 16 746 560  | 21,1                            | Santiago du Chili |
| Colombie                                              | Colombie                                              | 1 138 910        | 46 591 147  | 37,7                            | Bogota            |
| Équateur                                              | Équateur                                              | 283 560          | 15 007 343  | 47,1                            | Quito             |
| Royaume-Uni                                           | Géorgie du Sud-et-les îles Sandwich du Sud            | 4 190            | 200         | 0,04                            | Grytviken         |
| Royaume-Uni                                           | Îles Malouines                                        | 12 173           | 2 967       | 0,24                            | Port Stanley      |
| France                                                | Guyane                                                | 86 504           | 190 842     | 2                               | Cayenne           |
| Guyana                                                | Guyana                                                | 214 970          | 765 283     | 3,6                             | Georgetown        |
| Paraguay                                              | Paraguay                                              | 406 750          | 6 347 884   | 15,6                            | Asuncion          |
| Pérou                                                 | Pérou                                                 | 1 285 220        | 29 907 303  | 21,7                            | Lima              |
| Suriname                                              | Suriname                                              | 163 270          | 433 998     | 2,7                             | Paramaribo        |
| Uruguay                                               | Uruguay                                               | 176 220          | 3 415 920   | 19,4                            | Montevideo        |
| Venezuela                                             | Venezuela                                             | 912 050          | 28 047 938  | 27,8                            | Caracas           |

| Colombie                                               | Malpelo (Colombie)                     |
| États-Unis - Haiti                                     | Île de la Navasse (États-Unis) (Haiti) |
| France                                                 | Île de Clipperton (France)             |
| Géorgie du Sud-et- les Îles Sandwich du Sud (archipel) |                                        |
| Île Candlemas (Royaume-Uni)                            |                                        |
| Îles Willis (Royaume-Uni)                              |                                        |
| Île Annenkov (Royaume-Uni)                             |                                        |
| Île Vindication (Royaume-Uni)                          |                                        |
| Costa Rica                                             | Île Cocos (Costa Rica)                 |

### Familles linguistiques
Du point de vue de la culture, de l'histoire, de la langue et de la sociologie, on distingue sur le continent américain deux aires linguistiques :
- l'Amérique anglo-saxonne, qui correspond à Antigua-et-Barbuda, aux Bahamas, à la Barbade, au Belize, au Canada, à la Dominique, aux États-Unis, à la Grenade, au Guyana, à la Jamaïque, à Saint-Christophe-et-Niévès, à Sainte-Lucie, à Saint-Vincent-et-les-Grenadines, à Trinité-et-Tobago ainsi qu'aux territoires britanniques d'outre-mer;
- l'Amérique latine qui comprend :
  - l'Amérique hispanique, qui correspond à l'Argentine, à la Bolivie, au Chili, à la Colombie, au Costa Rica, à Cuba, à l'Équateur, au Guatemala, au Honduras, au Mexique, au Nicaragua, au Panama, au Paraguay, au Pérou, à Porto Rico, à la République dominicaine, au Salvador, à l'Uruguay et au Venezuela, ainsi que;
  - l'Amérique lusophone, qui correspond au Brésil.
  - l'Amérique francophone qui comprend Haïti, les communautés franco-canadiennes, les communautés franco-américaines, les départements français d'outre-mer (Guadeloupe, Martinique, Guyane, Saint-Martin et Saint-Barthélemy) et Saint-Pierre-et-Miquelon.

### Religions
Avec les religions amérindiennes, la principale religion en Amérique est le christianisme et ses différentes confessions : catholicisme et protestantisme. Selon l'Église catholique, la sainte patronne principale du continent est Notre-Dame de Guadalupe, alors que la patronne secondaire est sainte Rose de Lima.

#### Principaux sanctuaires catholiques
- Basilique Notre-Dame d'Aparecida, Brésil
- Basilique Notre-Dame-de-Guadalupe de Mexico, Mexique
- Basilique Notre-Dame du Cap, Canada
- Basilique Sainte-Anne-de-Beaupré, Canada
- Ermitage Saint-Antoine de Lac-Bouchette, Canada
- Oratoire Saint-Joseph du Mont-Royal, Canada
- Sanctuaire national des Saints Martyrs canadiens, Canada
- Basilique du sanctuaire national de l'Immaculée Conception, États-Unis
- Basilique du Sanctuaire national de Notre-Dame de l'Assomption, États-Unis
- Sanctuaire national des Martyrs Nord-Américains, États-Unis

## Histoire

### Les civilisations précolombiennes

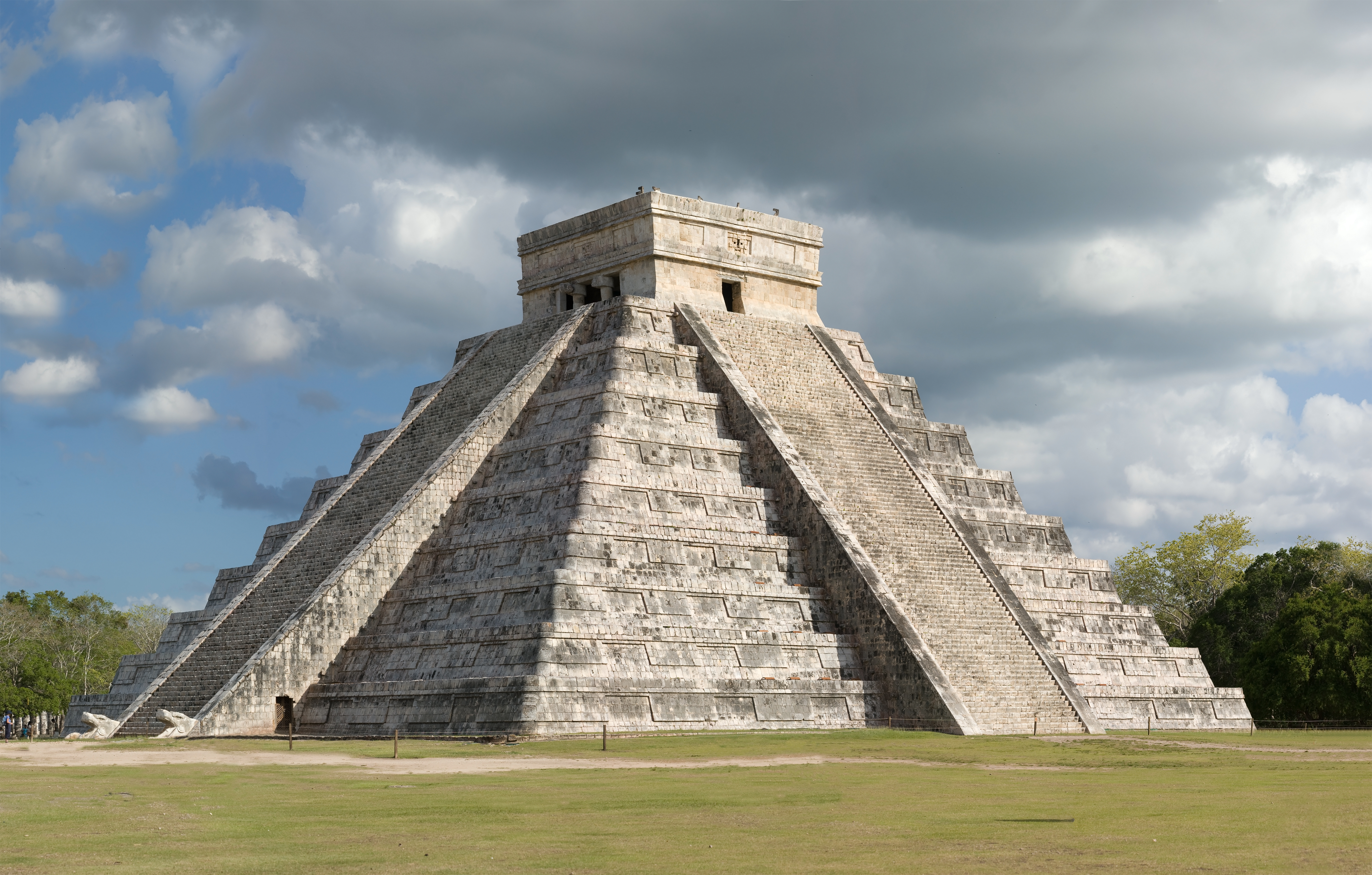
La pyramide maya de Kukulcán

Jusque dans les dernières décennies a prévalu la théorie du peuplement tardif, qui supposait que l’être humain aurait migré en Amérique depuis l’Asie par la Béringie pendant la dernière ère glaciaire il y a de cela 12 000 à 14 000 ans. Cependant, des traces indiquant la présence d'humains dans le nord du Yukon il y a 24 000 ans ont été retrouvées. Ces données suggéreraient la traversée d'humains en provenance de Sibérie qui auraient occupé les territoires aujourd'hui submergés de la Béringie, et seraient restés isolés par les glaciers quelque 8 000 ans avant de se disperser dans le reste du continent américain.
Des scientifiques soutiennent également la thèse selon laquelle le premier peuplement de l'Amérique se serait produit de 20 000 à 50 000 ans plus tôt et serait aussi le résultat d’une migration au cours de laquelle l’être humain aurait emprunté différents itinéraires, tels que la Mongolie, la Sibérie et la banquise de l'océan Arctique.
Par la suite, l'humain a rapidement occupé l'ensemble du continent où il a formé des sociétés diverses : en Amérique du Nord, la civilisation du Mississippi et la cité de Cahokia, les villages iroquoiens d’Hochelaga et Stadaconé, ainsi que les cultures inuits, Dorset et Saqqaq. En Amérique du Sud, la ville sacrée de Caral-Supe (la plus ancienne cité américaine) et la vallée sacrée des Incas ; en Mésoamérique, les villes mayas de Chichén Itzá et Yaxchilan et la capitale aztèque de Mexico-Tenochtitlan.
La colonisation viking de l'Amérique est la première tentative d’établissement de l’être humain en provenance de l’Europe à être bien documentée. Selon la saga d’Érik le Rouge, les premières colonies auraient été implantées au Groenland vers l’an 985 (apr. J.-C.). Son fils, Leif Ericson, aurait ensuite exploré le Vinland (île de Terre-Neuve) vers l’an 1000 et serait entré en relation avec les Béothuks. Cependant sont présumés d’autres contacts trans-océaniques précolombiens qui se seraient produits avant même les explorations scandinaves.
Vers 1340, le moine italien Galvano Fiamma rédige en latin une Cronica universalis dans laquelle il mentionne l'existence du continent américain, qu'il dénomme terra que dicitur Marckalada en se basant sur des sources islandaises. Il la dit habitée par des géants, qui construisent des maisons avec d'énormes pierres, tout en ajoutant qu'aucun marin n'a jamais pu en savoir davantage sur cette contrée.

### La colonisation européenne de l'Amérique

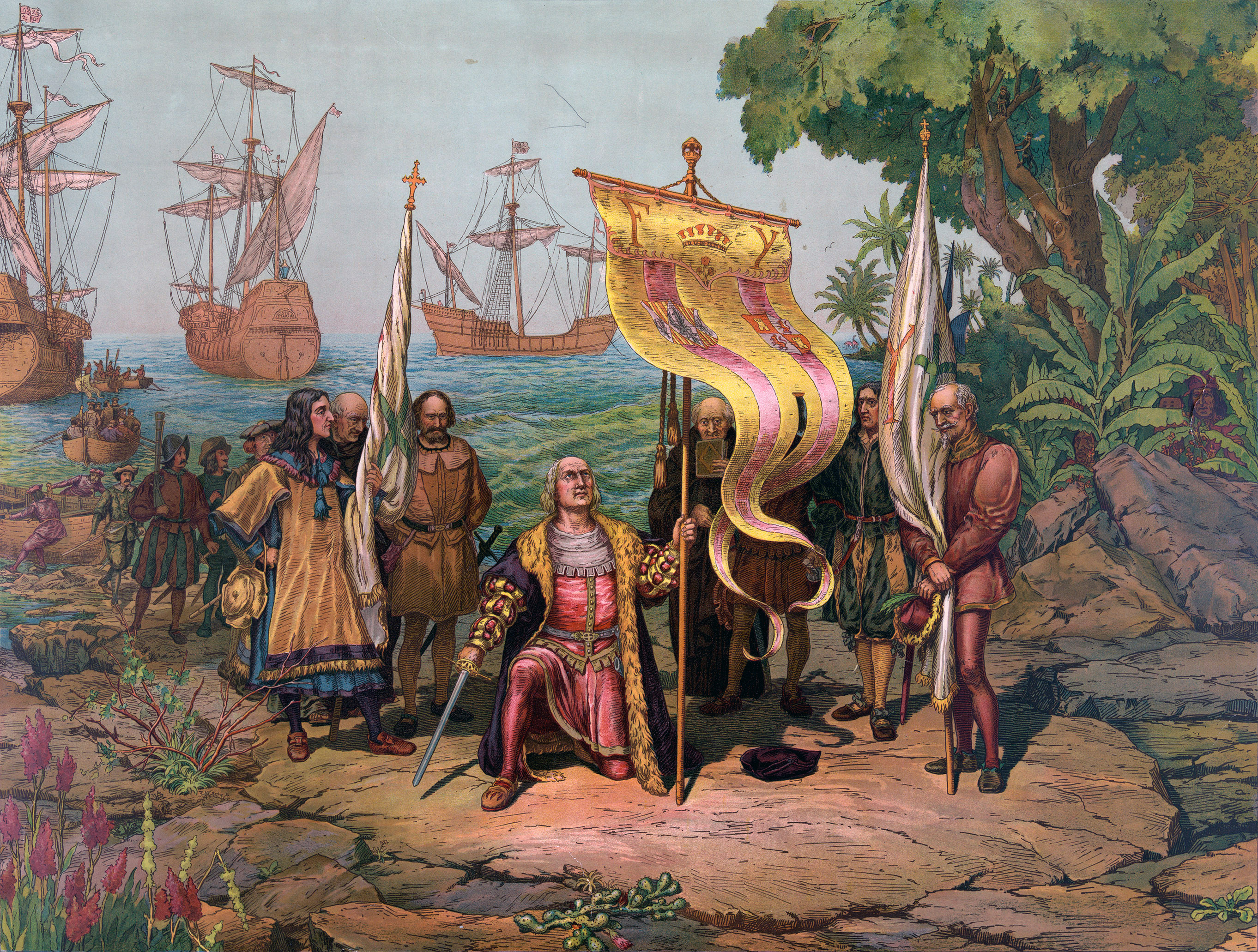
Débarquement de Christophe Colomb à l'île San Salvador en 1492 et prise de possession au nom des rois catholiques.

Au début du XVe siècle, le continent américain est considéré comme un monde plein.
Les capitulations de Santa Fe ayant été ratifiées par les rois catholiques en 1492, Christophe Colomb débarqua incidemment à l’île San Salvador quelques mois plus tard, alors en quête d’une nouvelle route des Indes, conséquence inéluctable de la chute de Constantinople de 1453. Dès cette découverte et exploration, celui-ci fonda La Navidad sur l’île Hispaniola (Haïti et République dominicaine) avant que ne soit entamée la colonisation espagnole de la terre ferme d'Amérique, en 1510.
Suivant le traité de Tordesillas de 1494, les terres du Nouveau Monde étaient alors partagées entre Isabelle Ire de Castille, Ferdinand II d'Aragon et Jean II de Portugal. Ainsi, le royaume d’Espagne établit ses vice-royautés de Nouvelle-Espagne, Nouvelle-Grenade, Pérou et Río de la Plata sur les côtes de l'océan Pacifique, tandis que le royaume de Portugal implanta les capitaineries du Brésil sur les côtes de l’Atlantique Sud dès 1500. À partir de 1497, le royaume d'Angleterre s’établit sur les côtes de l’Atlantique Nord, dans la zone Arctique et dans la mer des Caraïbes. Puis à partir de 1534, le royaume de France établit ses colonies principalement au nord-est et centre de l’Amérique du Nord jusqu’au golfe du Mexique, ainsi que dans les Antilles et sur le plateau des Guyanes. Les Provinces-Unies conquirent des îles caribéennes (Aruba, Curaçao et Saint-Martin), le royaume du Danemark et de Norvège s’installa au Groenland et l’Empire russe conquit la région de l’Alaska.
L'arrivée des colons eut pour conséquence l’introduction d’une série de nouvelles maladies au sein des civilisations précolombiennes, telles que la variole, causant ainsi – de façon similaire à la peste noire en Europe médiévale – le déclin démographique de près de 93 % de la population autochtone.

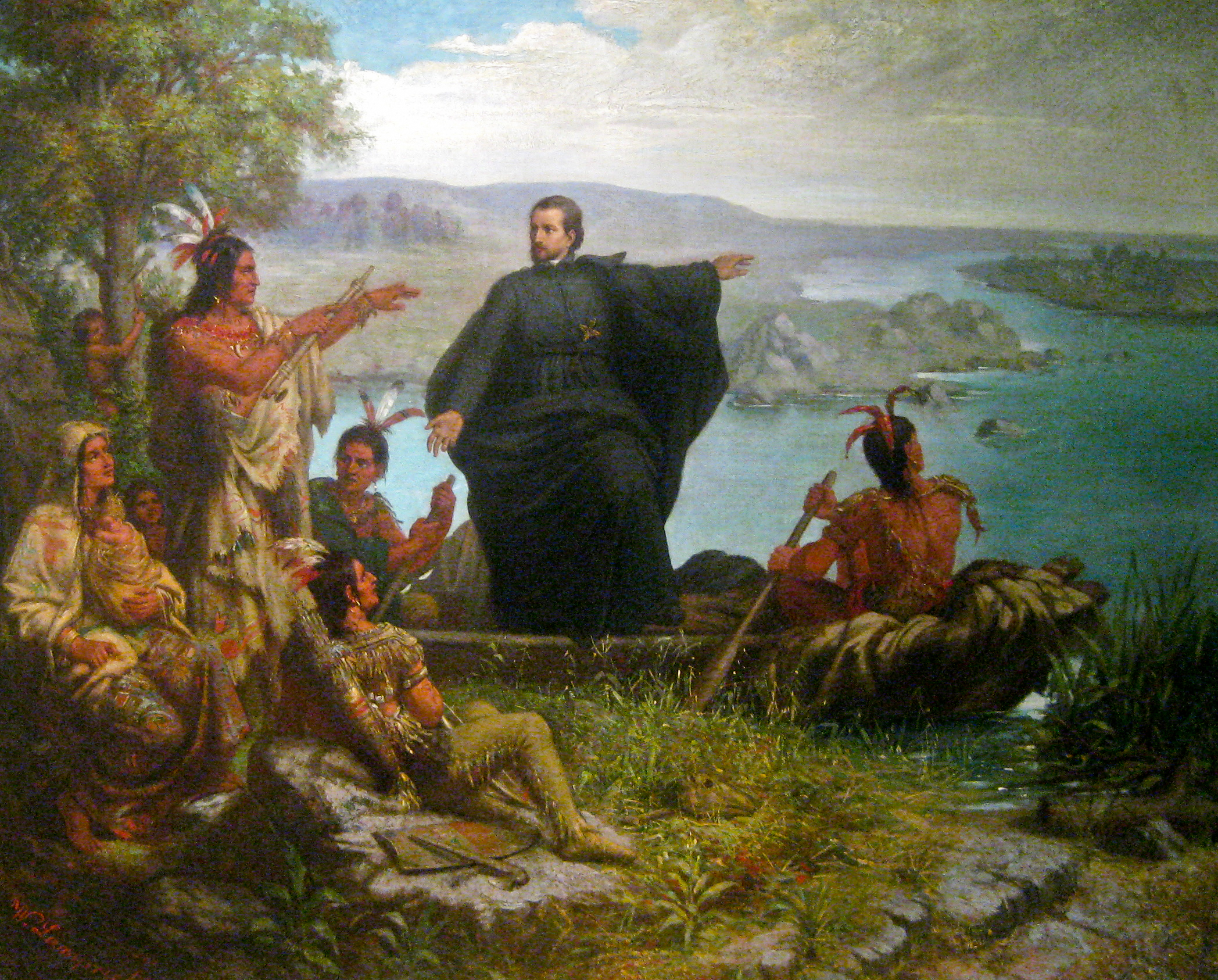
Le père Jacques Marquette et les Amérindiens le long du fleuve Mississippi.

Les Jésuites et coureurs des bois contribuèrent à l’expansion du vice-royaume de Nouvelle-France en Amérique du Nord, grâce à la traite des fourrures, l’évangélisation et l’établissement de relations avec les peuples autochtones. De plus, des missions catholiques furent envoyées au pays des Hurons et, dans les empires espagnol et portugais, chez les Guaranis.
Au nord, les guerres franco-iroquoises et intercoloniales furent directement liées aux affrontements entre les colonies des empires français et britannique. Alors qu’au sud, les Conquistadors menèrent une série d’invasions – telles qu'à la conquête des empires aztèque et inca –, néanmoins repoussées en diverses régions par les peuples autochtones. Plusieurs réussirent en fait à maintenir leur domination sur leurs terres jusqu’à la fin du XIXe siècle. Par exemple, le royaume d’Araucanie et de Patagonie, la Pampa, le Mato Grosso et l’Amazonie demeurèrent sous la domination de peuples telles que les Mapuches, les Het, les Ranquel, les Wichi, les Tobas, les Amazoniens et les Comanches, etc.

Empires espagnol et portugais, 1790.

En Amérique du Sud furent aussi créées par marronnage des mocambos et quilombos (exemple : Palmares), dont les habitants — d’origine africaine — avaient réussi à fuir l’état d’esclavage auquel ils étaient réduits par l’effet du commerce triangulaire.

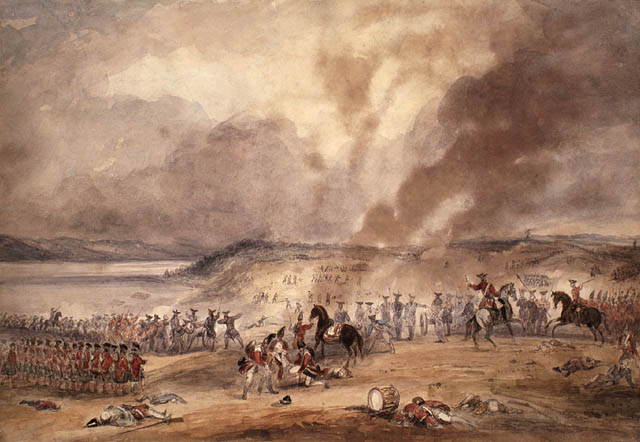
La bataille de Sainte-Foy à la guerre de la Conquête.

De 1754 à 1763 eut lieu la guerre de la Conquête au cours de laquelle les forces armées britanniques s’emparèrent du nord de la Nouvelle-France, s’adonnèrent au siège de Québec en 1759 et se livrèrent à la déportation des Acadiens.

### La décolonisation
Après trois siècles de domination coloniale, les peuples américains commencèrent à déclarer leur indépendance politique des nations européennes, réclamant ainsi le droit de constituer des États nationaux. Les premières tentatives vinrent des Treize colonies britanniques dès 1775 grâce à la révolution américaine au terme de laquelle naissaient les États-Unis. Un nouveau type de société était alors créé sur la base de concepts politiques novateurs tels que le constitutionnalisme, les droits de l’homme, le fédéralisme et l’indépendantisme.
De 1791 à 1804, la révolution haïtienne se termina par la libération des esclaves de leur emprise des autorités françaises, créant ainsi le premier État moderne avec un gouvernement de descendants de l’Afrique noire.
La bataille de Vertières fut le couronnement de cette guerre héroïquement remportée par les Haïtiens, ouvrant ainsi la voie à divers mouvements diplomatiques de grande ampleur, dont le panaméricanisme.

À partir de 1809, les peuples sous domination espagnole menèrent les guerres d'indépendance d'Amérique du Sud qui suscitèrent la naissance de diverses nations : Argentine, Bolivie, Colombie, Costa Rica, Chili, Équateur, Salvador, Guatemala, Honduras, Mexique, Nicaragua, Paraguay, Pérou, Uruguay et Venezuela. Le processus se compléta en 1844, 1883 et 1898 au terme de la guerre d’indépendance dominicaine, de la guerre hispano-sud-américaine et de la guerre d'indépendance cubaine. Alors qu’au Nord, le continent était ravagé par la conquête de l’Ouest, la guerre anglo-américaine de 1812, la rébellion des Patriotes (1837-1838), la guerre de Sécession (1861-1865), la rébellion de la rivière Rouge (1869-1870) et la rébellion du Nord-Ouest (1885).

La déclaration d'indépendance du Brésil en 1822

En 1819 fut constitué un vaste pays sud-américain désigné sous le nom de Grande Colombie et qui intégrait les terres des actuels Panama, Colombie, Venezuela, Équateur, ainsi que de régions du Brésil, du Costa Rica, de la Guyane, du Honduras, du Nicaragua et du Pérou. Cette république fut dissoute et scindée en trois pays en 1830 : la république bolivarienne du Venezuela et la république d’Équateur, ainsi que successivement la république de Nouvelle-Grenade, la Confédération grenadine, les États-Unis de Colombie et enfin, la république de Colombie.
En 1822, la principauté du Brésil s’organisa en une monarchie indépendante – l’empire du Brésil –, dissolvant ainsi le Royaume-Uni de Portugal, du Brésil et de l'Algarve, jusqu’en 1889 où la monarchie fut abolie et remplacée par un régime républicain. Pour leur part, le peuple de l'Amérique du Nord britannique négocia à partir de 1864 avec le Royaume-Uni l'organisation de la Confédération canadienne, dont l’indépendance se confirma en 1867, et dont la pleine souveraineté fut définitivement acquise dans un processus qui se termina en 1982.
Enfin, au XXe siècle, les dernières colonies, tels les Bahamas, le Suriname, la Guyana, Sainte-Lucie, Trinité-et-Tobago, Antigua-et-Barbuda, Saint-Vincent-et-les-Grenadines et la Barbade obtinrent leur indépendance. Des territoires américains restent aujourd'hui des outre-mer de pays Européens (Groenland, Îles Caïmans, Curaçao, Guyane...).

### L’époque moderne
Alors qu'au début du XXe siècle était franchi le passage du Nord-Ouest, pour la première fois par des explorateurs européens, le canal de Panama ouvrit à la navigation maritime sur l'isthme séparant les océans Atlantique et Pacifique.
Puis, pendant la seconde moitié du siècle, les sentiments de décolonisation atteignirent plusieurs peuples. Ainsi, des nations acquirent leur indépendance constitutionnelle du Royaume-Uni de Grande-Bretagne et d’Irlande du Nord : Antigua-et-Barbuda, Bahamas, Barbade, Belize, Grenade, Guyana, Jamaïque, Saint-Christophe-et-Niévès, Sainte-Lucie, Saint-Vincent-et-les-Grenadines, ainsi que Trinité-et-Tobago. De plus, le Suriname obtint son indépendance des Pays-Bas. Actuellement, quelques territoires demeurent sous tutelle de nations européennes (britannique, danoise, française et néerlandaise). Pour sa part, le peuple québécois devint la première collectivité nationale à être animé de façon manifeste par un sentiment et volonté de libération politique d’un État américain.
Après leur émancipation, les pays américains se développèrent séparément et de façon dissemblable. Ainsi, pendant le XIXe siècle, les États-Unis s'affirmèrent en tant que puissance mondiale, remplaçant l’empire européen sur le continent. Alors que le XXe siècle a vu croître une différence de développement entre les diverses régions du continent. Pendant que les États-Unis se convertissaient en une superpuissance mondiale, les peuples d'Amérique latine et des Caraïbes se constituaient en collectivités nationales où les inégalités sociales en termes de disparité de revenus sont les plus élevées du monde, incluant des pays comme le Brésil, la Colombie et le Chili.
Parmi les évènements politiques les plus importants de l’histoire contemporaine de l’Amérique, notons la guerre hispano-américaine (1898), la révolution mexicaine (1910-1917), la guerre froide (1945-1991), les dictatures militaires d’Amérique latine (juntes), le mouvement afro-américain des droits civiques (1955-1968), la révolution cubaine (1959), la révolution tranquille (1960-1966) et la déclaration des droits des peuples autochtones (1982-2007).
Depuis la fin du XIXe siècle, plusieurs États d’Amérique s'unirent en un système d’unité panaméricaine, résultant en la création de l’Organisation des États américains (OEA) en 1948. D’autre part, depuis la fin du XXe siècle, les États d’Amérique ont intensifié leurs efforts en vue de coopérations mutuelles en diverses instances régionales, telles que l’Accord de libre-échange nord-américain (ALENA), le commandement de la défense aérospatiale de l'Amérique du Nord (NORAD), l’Union des nations sud-américaines (UNASUR), le marché commun du Sud (Mercosur), la communauté andine (CAN), le Parlement centraméricain, l’Alliance bolivarienne pour les Amériques (ALBA), ainsi que la communauté caribéenne (CARICOM).

## Figures caractéristiques de l'Amérique

### L'Amérique précolombienne
- Pachacutec, empereur inca
- Tupac Yupanqui, empereur inca
- Huayna Capac, empereur inca

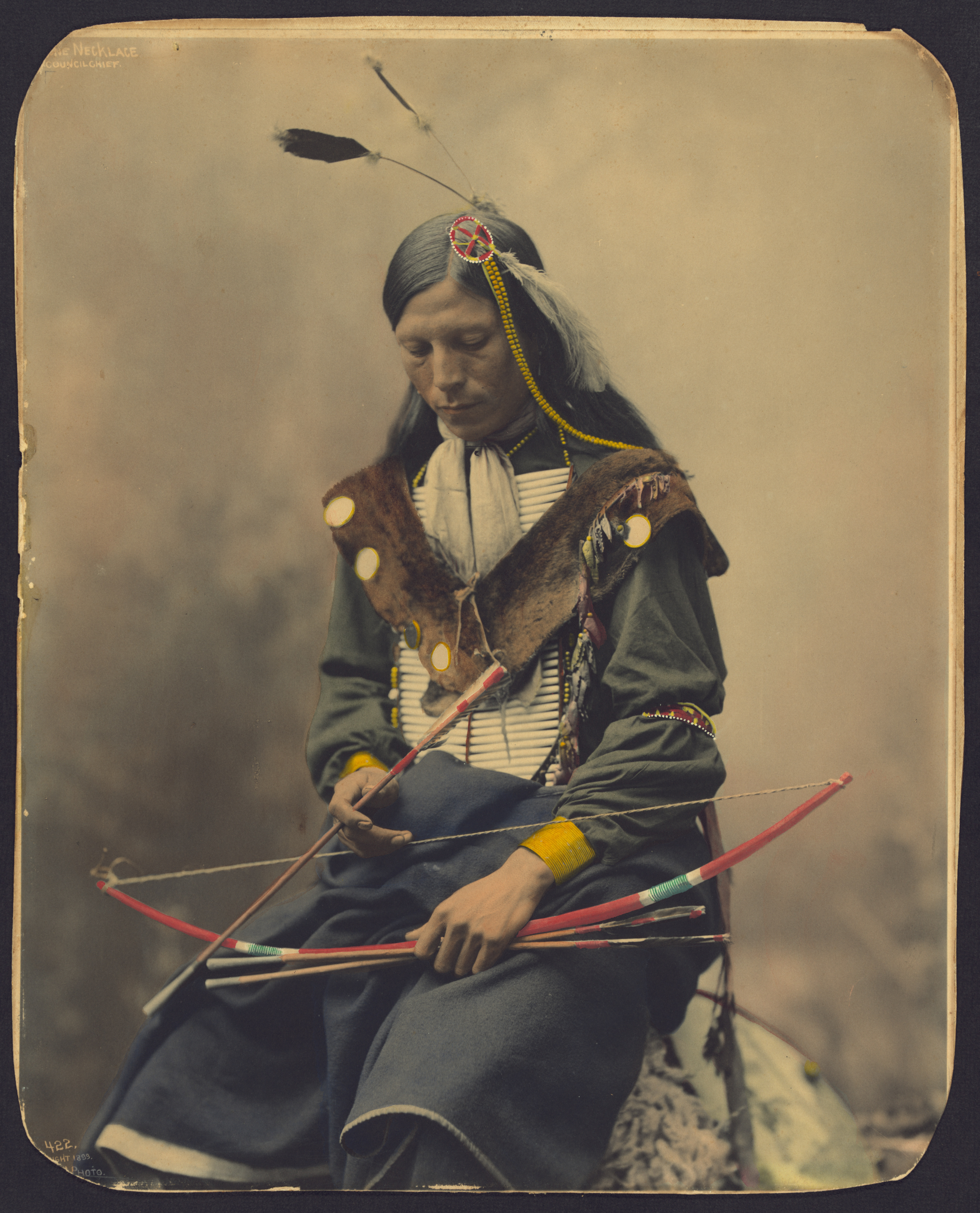
Bone Necklace, chef des Lakotas Oglalas

- Nezahualcoyotl, tlatoani de Texcoco
- Ahuitzotl, empereur aztèque
- Donnacona, chef iroquoien de Stadaconé
- Pontiac, chef des Outaouais
- Crazy Horse, chef des Lakotas Oglalas (Sioux)
- Sitting Bull, chef des Lakotas Hunkpapas (Sioux)

### L'Amérique coloniale

#### Amérique espagnole

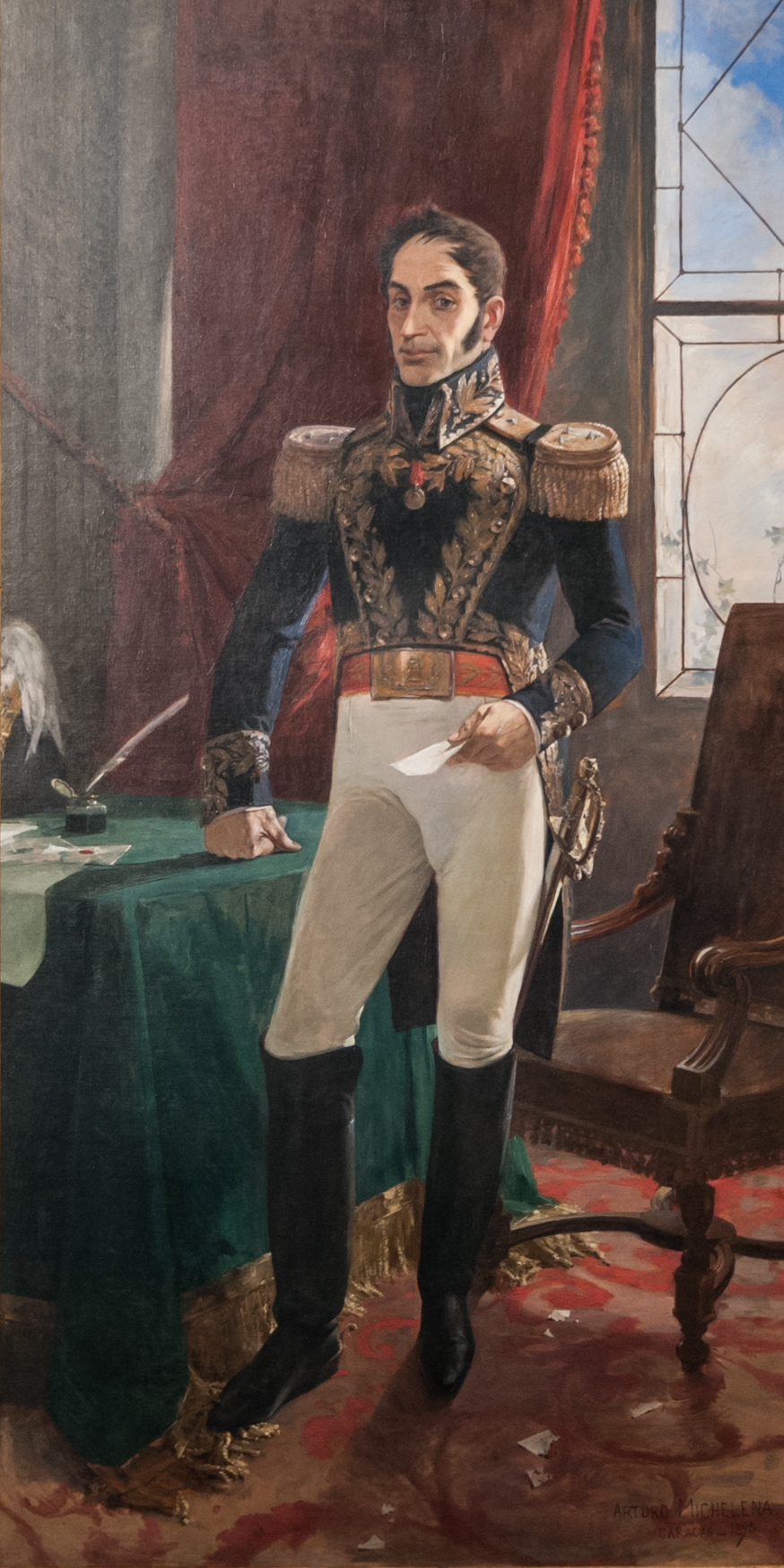
Simón Bolívar

- Francisco Pizarro et Diego de Almagro, conquistadores ayant dirigé la conquête de l'empire inca
- Simón Bolívar, général vénézuélien et libertador des guerres d'indépendance en Amérique du Sud
- José de San Martín, général argentin et libertador des guerres d'indépendance en Amérique du Sud
- Bernardo O'Higgins, général chilien et libertador des guerres d'indépendance en Amérique du Sud
- José Marti, révolutionnaire de la guerre d'indépendance cubaine
- José Gervasio Artigas, révolutionnaire et libertador des Provinces-Unies du Río de la Plata
- Miguel Grau, amiral de la marine péruvienne lors de la guerre du Pacifique

#### Amérique portugaise
- Pedro Álvares Cabral, navigateur et découvreur du Brésil
- Martim Afonso de Sousa, fidalgo et administrateur colonial
- José de Anchieta, missionnaire jésuite
- José Bonifácio de Andrada e Silva, père de l'indépendance du Brésil

#### Amérique néerlandaise
- Pieter Stuyvesant, gouverneur de Nouvelle-Néerlande
- Adriaen Block, explorateur et marchand de fourrures
- Willem Usselincx, fondateur de la Compagnie néerlandaise des Indes occidentales

#### Amérique anglo-saxonne
- John Cabot, fondateur de la colonie de Terre-Neuve
- Pères pèlerins, fondateurs de la colonie de Plymouth
- William Alexander, fondateur de la colonie de Nouvelle-Écosse
- Sorcières de Salem, femmes accusées de sorcellerie
- George Calvert, fondateur de la Province du Maryland et propriétaire de la Province d'Avalon
- Anne Hutchinson, pionnière de la colonie de Rhode Island et des plantations de Providence
- Prince Rupert, gouverneur de la Terre de Rupert
- William Phips, gouverneur de la Province de la baie du Massachusetts
- William Penn, fondateur de la Province de Pennsylvanie
- Francis Nicholson, officier militaire britannique au siège de Port-Royal
- Robert Monckton, dirigeant de la déportation des Acadiens
- James Wolfe, général britannique à la Conquête de Québec
- James Douglas, fondateur de la colonie de Colombie-Britannique

#### Amérique française
Nouvelle-France (continentale)

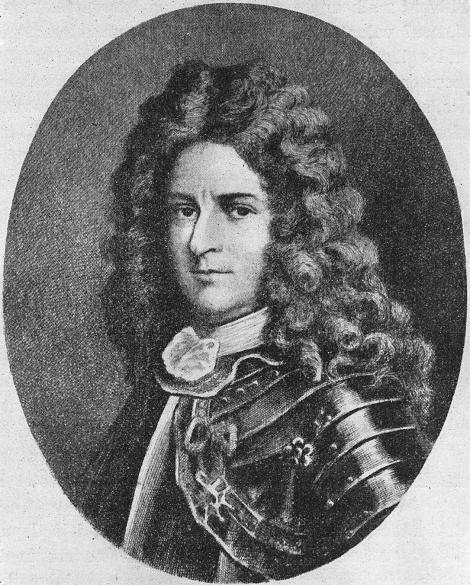
Pierre LeMoyne d'Iberville

- Jacques Cartier, fondateur du Québec
- Samuel de Champlain, fondateur de Port-Royal et de la ville de Québec
- Louis de Buade de Frontenac, gouverneur de la Nouvelle-France
- Pierre LeMoyne d'Iberville, fondateur de la Louisiane
- René-Robert Cavelier de La Salle, explorateur des Grands Lacs et du fleuve Mississippi
- Louis-Joseph de Montcalm, lieutenant-général des armées en Nouvelle-France
- Louis-Joseph Papineau, chef de la Rébellion des Patriotes
- François-Xavier Garneau, historien
- Louis-Hippolyte La Fontaine, instigateur du gouvernement responsable

Antilles françaises (insulaire)
- Pierre Belain d'Esnambuc, flibustier et gouverneur de Saint-Christophe
- Philippe de Longvilliers de Poincy, gouverneur général des Isles et Terre Ferme de l'Amérique
- Jean-Baptiste Thibault de Chanvalon, intendant en France équinoxiale
- Toussaint Louverture, chef de la révolution haïtienne

#### Amérique danoise
- Jørgen Iversen Dyppel, premier gouverneur de Saint-Thomas
- Peter von Scholten, gouverneur des Indes occidentales danoises
- Hans Egede, fondateur de Godthåb, Groenland
- Nikolaus Ludwig von Zinzendorf, missionnaire luthérien

#### Amérique russe
- Grigori Chelikhov, navigateur et marchand
- Alexandre Baranov, directeur de la Compagnie russe d'Amérique

### L'Amérique indépendante

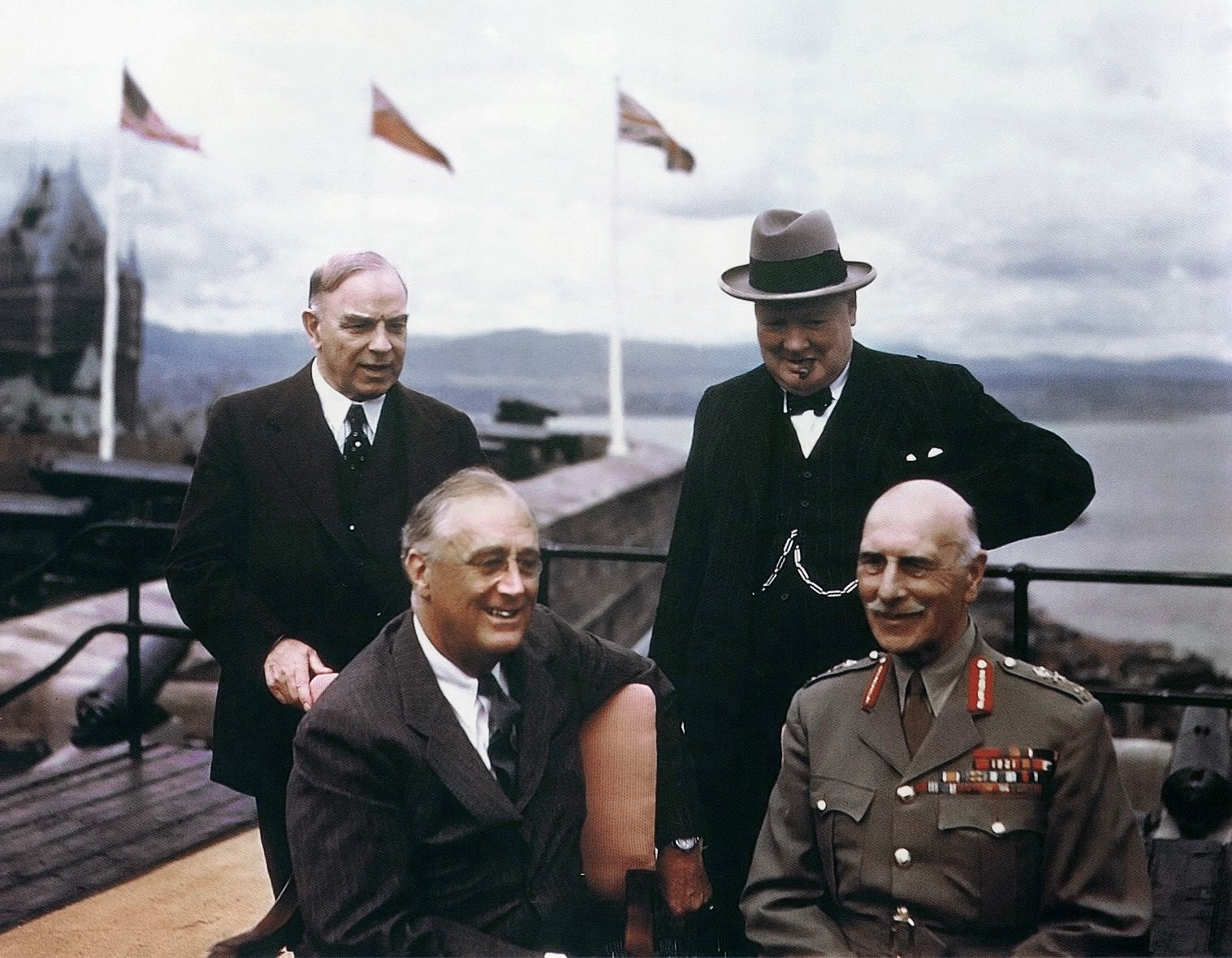
Conférence de Québec, 1943

- George Washington, père fondateur des États-Unis et premier président des États-Unis d'Amérique
- Thomas Jefferson, père fondateur des États-Unis et président des États-Unis ayant lancé la conquête de l'Ouest
- Meriwether Lewis et William Clark, chefs de l'expédition Lewis et Clark
- John A. Macdonald, père fondateur du Canada et premier premier ministre du Canada
- Wilfrid Laurier, premier ministre du Canada
- William Lyon Mackenzie King, premier ministre du Canada, principalement durant la Seconde Guerre mondiale
- Abraham Lincoln, président de l'Union lors de la Guerre de Sécession aux États-Unis
- Manuel Deodoro da Fonseca, président de la république des États-Unis du Brésil
- Francisco I. Madero, révolutionnaire et président mexicain
- Che Guevara, dirigeant de la révolution cubaine
- Fidel Castro, révolutionnaire et président cubain
- Juan et Eva Perón, couple présidentiel d'Argentine
- Jean-Jacques Dessalines, père fondateur de la République D'Haïti

## Villes les plus peuplées
Ci-dessous, la liste des municipalités de plus d'un million d'habitants (à distinguer des principales aires urbaines d'Amérique), par ordre décroissant de population :

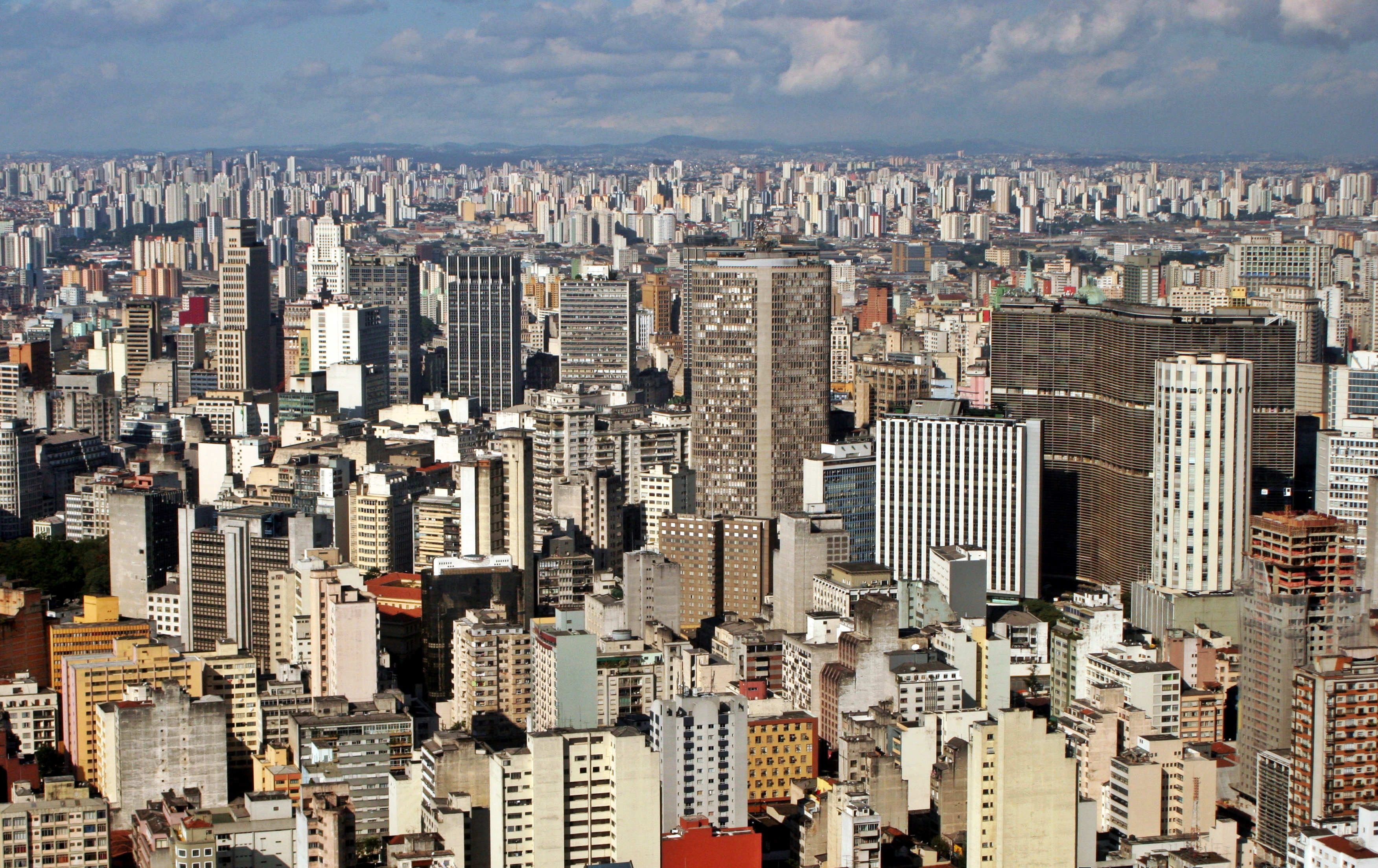
São Paulo (Brésil)

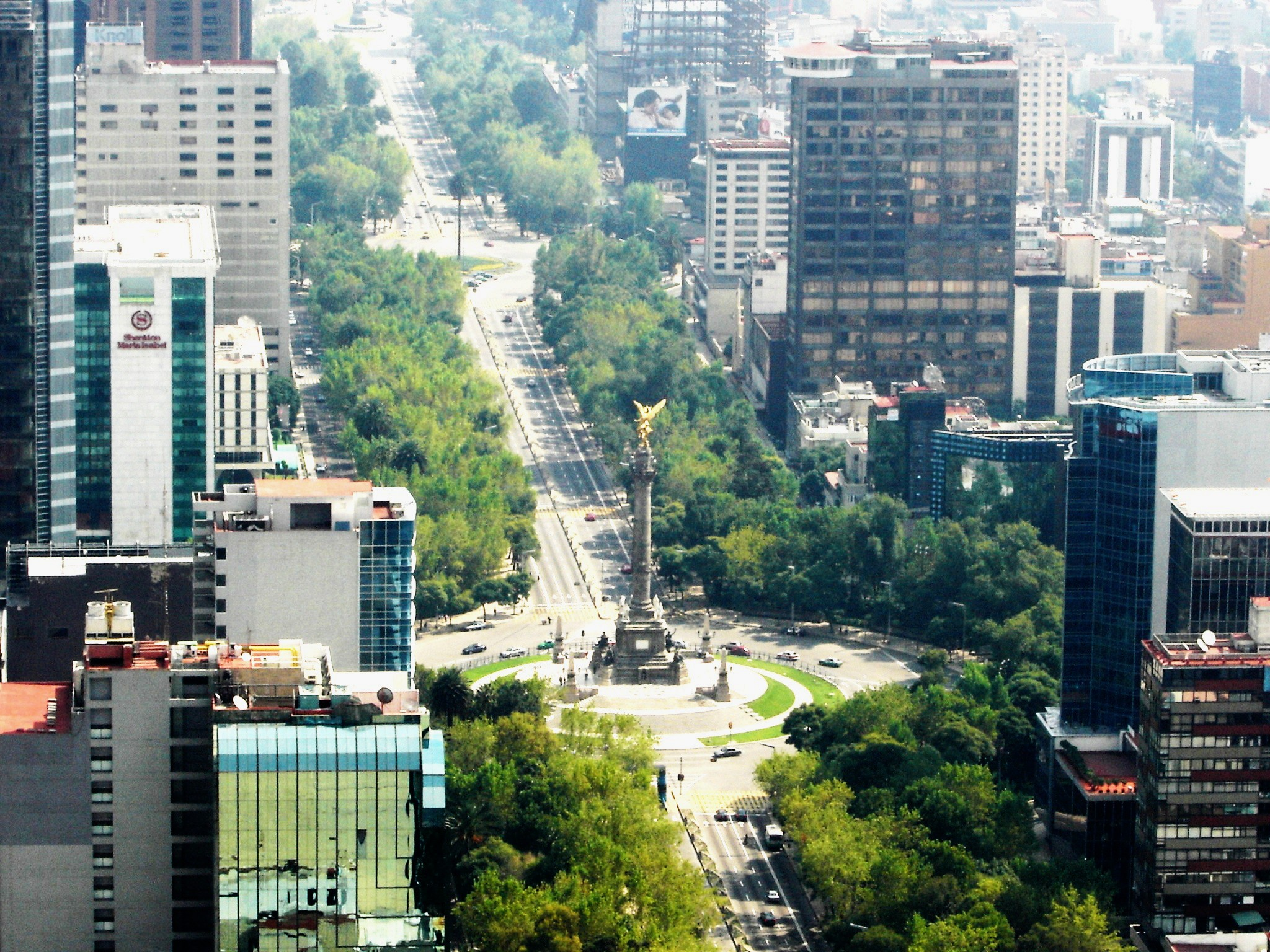
Mexico (Mexique)

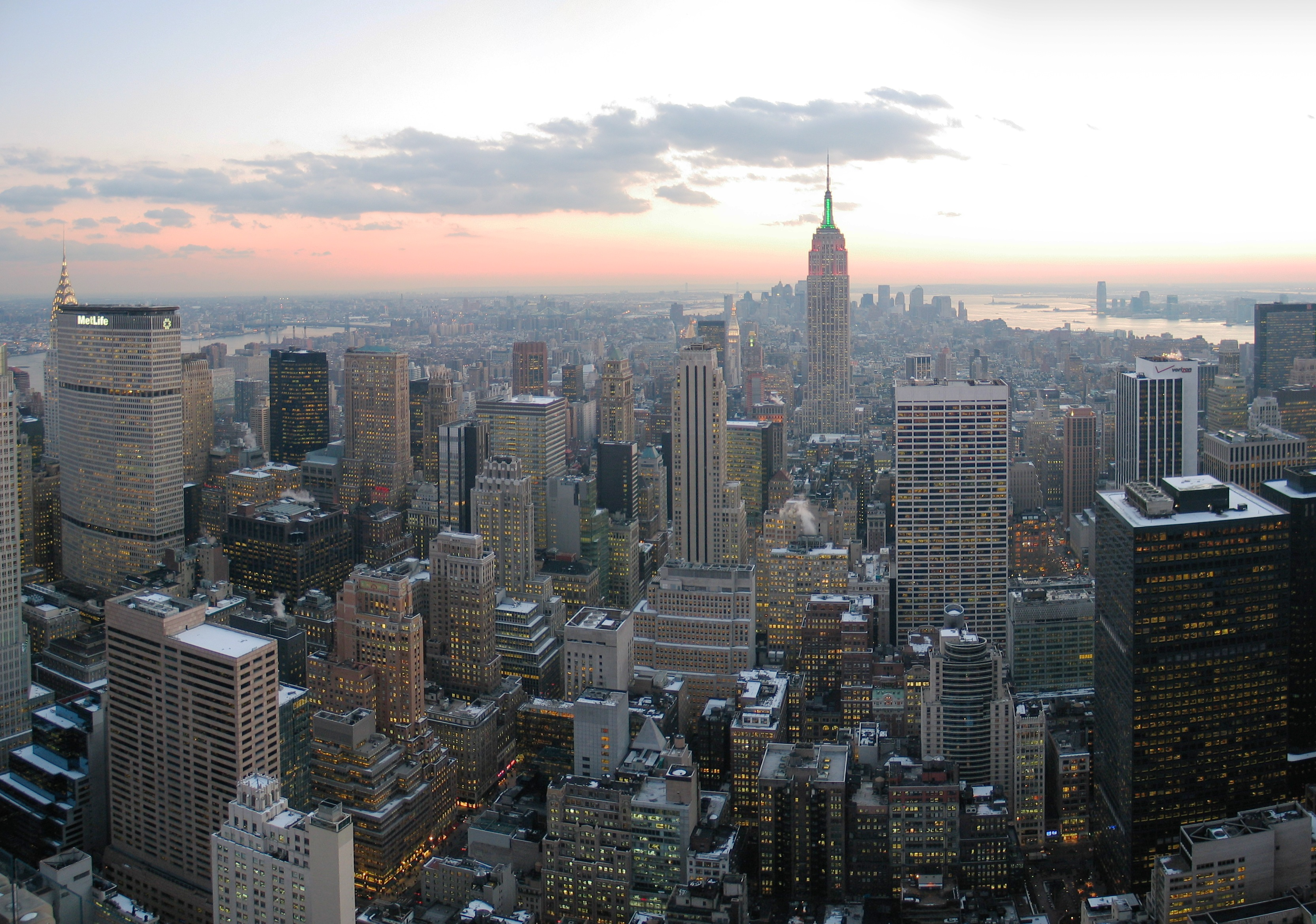
New York (États-Unis)

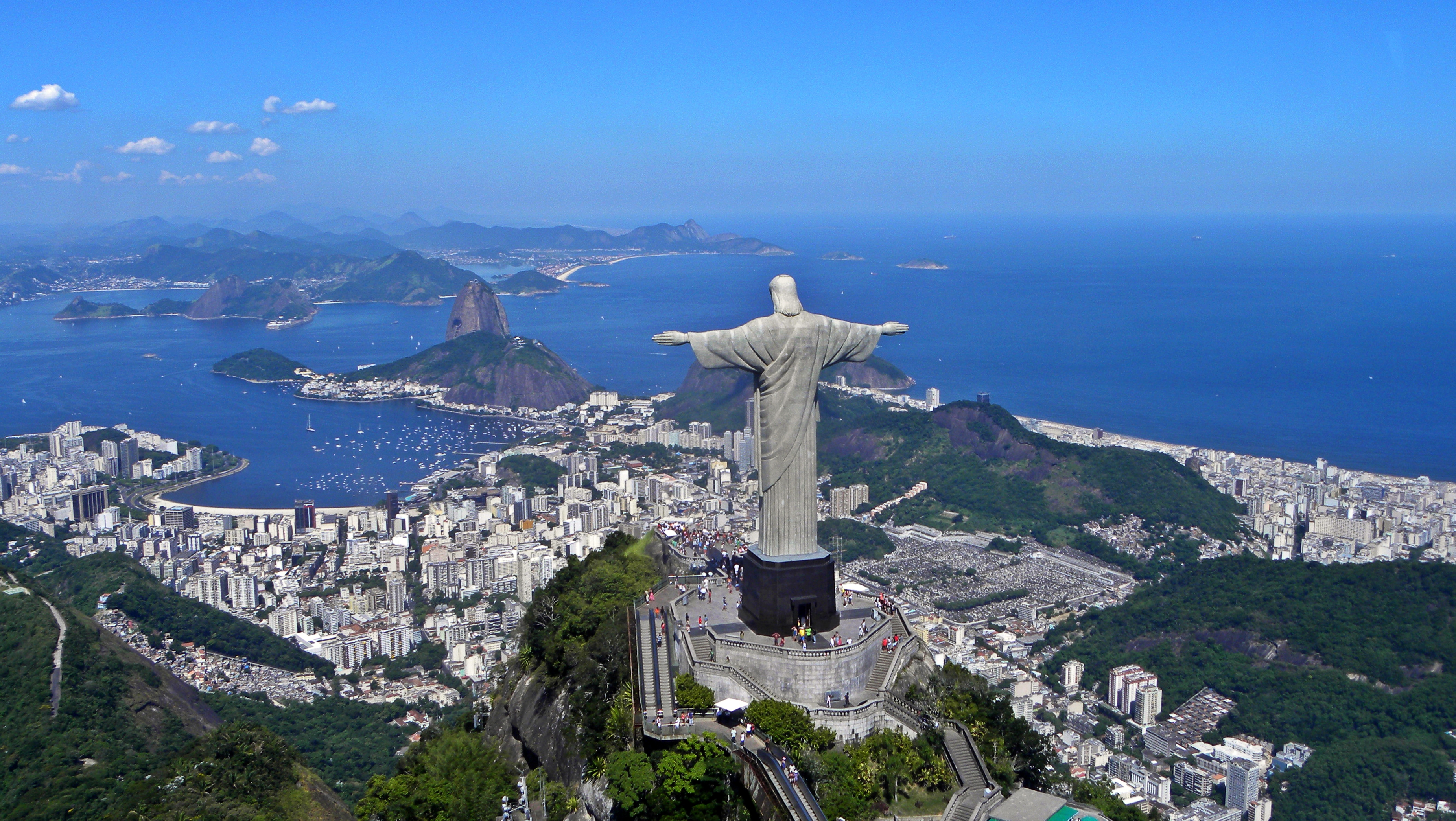
Rio de Janeiro (Brésil)

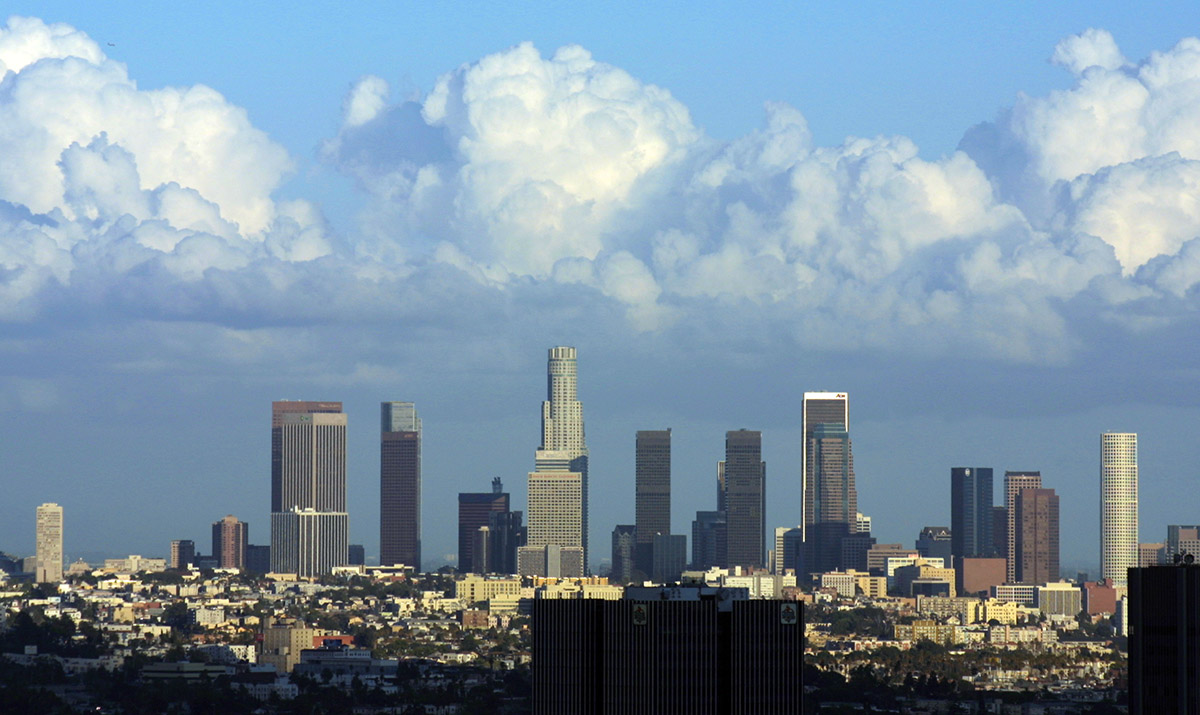
Los Angeles (États-Unis)

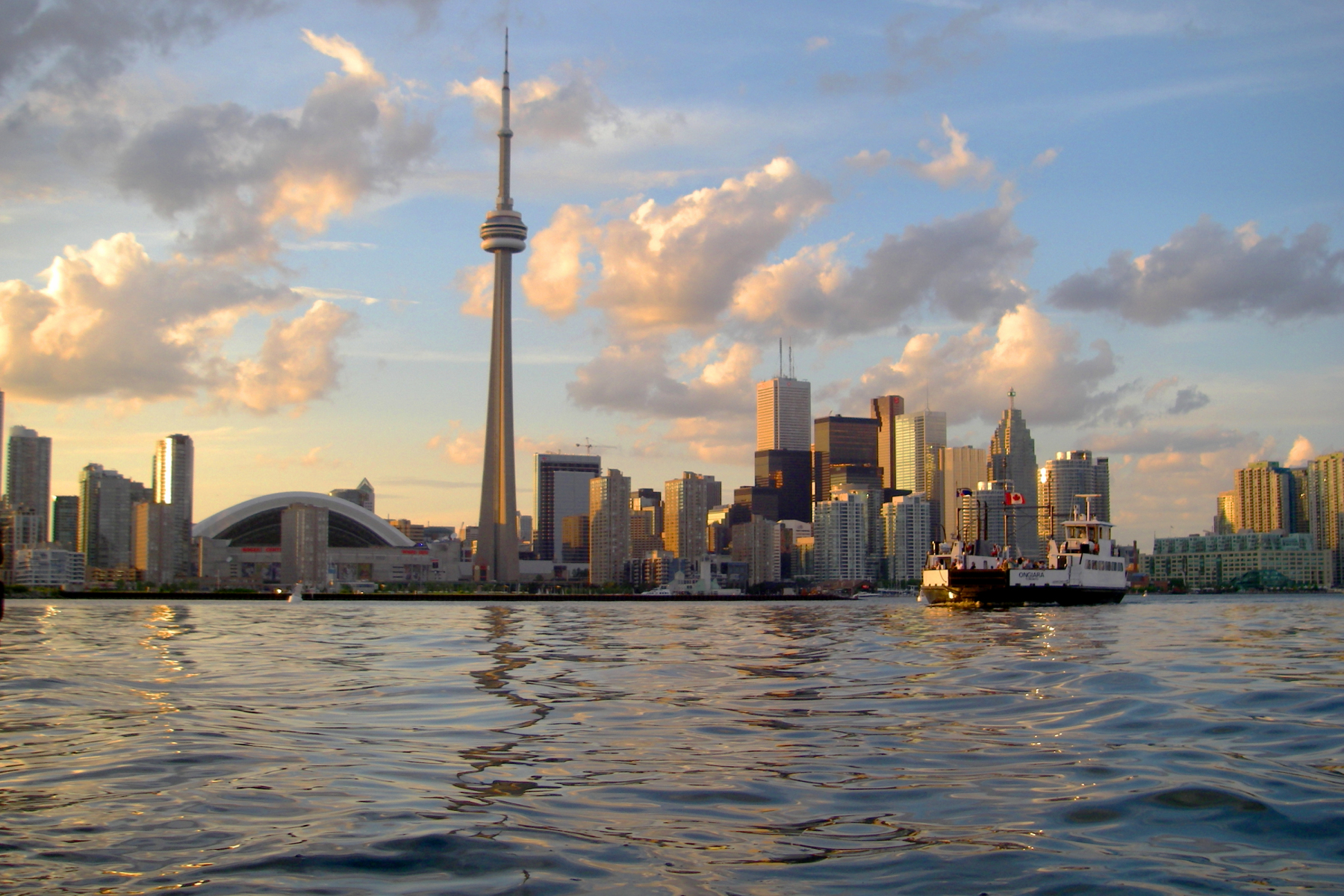
Toronto (Canada)

| Rang | Ville                                              | Population | Année (recensement) |
| ---- | -------------------------------------------------- | ---------- | ------------------- |
| 1    | São Paulo, Brésil                                  | 11 244 369 | 2010                |
| 2    | Mexico, Mexique                                    | 8 851 080  | 2010                |
| 3    | New York, États-Unis                               | 8 336 697  | 2012                |
| 4    | Lima, Pérou                                        | 7 605 742  | 2009                |
| 5    | Bogota, Colombie                                   | 7 434 453  | 2011                |
| 6    | Rio de Janeiro, Brésil                             | 6 323 037  | 2010                |
| 7    | Santiago du Chili, Chili                           | 5 278 044  | 2009                |
| 8    | Los Angeles, États-Unis                            | 3 833 995  | 2009                |
| 9    | Buenos Aires, Argentine                            | 2 891 082  | 2010                |
| 10   | Toronto, Canada                                    | 2 795 060  | 2012                |
| 11   | Cali, Colombie                                     | 2 732 158  | 2010                |
| 12   | Chicago, États-Unis                                | 2 714 856  | 2012                |
| 13   | Salvador de Bahia, Brésil                          | 2 676 606  | 2009                |
| 14   | Medellín, Colombie                                 | 2 636 101  | 2009                |
| 15   | Guayaquil, Équateur                                | 2 600 000  | 2009                |
| 16   | Brasília, Brésil                                   | 2 562 963  | 2010                |
| 17   | Saint-Domingue, République dominicaine             | 2 552 398  | 2010                |
| 18   | Fortaleza, Brésil                                  | 2 447 409  | 2010                |
| 19   | Valencia, Venezuela                                | 2 385 202  | 2010                |
| 20   | Belo Horizonte, Brésil                             | 2 375 444  | 2010                |
| 21   | La Havane, Cuba                                    | 2 400 300  | 2009                |
| 22   | Houston, États-Unis                                | 2 100 017  | 2010                |
| 23   | Manaus, Brésil                                     | 1 982 179  | 2013                |
| 24   | Quito, Équateur                                    | 1 873 458  | 2007                |
| 25   | Caracas, Venezuela                                 | 1 815 679  | 2009                |
| 26   | Managua, Nicaragua                                 | 1 800 000  | 2005                |
| 27   | Santa Cruz de la Sierra, Bolivie                   | 1 756 926  | 2010                |
| 28   | Curitiba, Brésil                                   | 1 746 896  | 2010                |
| 29   | Montréal, Canada                                   | 1 735 450  | 2012                |
| 30   | Ecatepec de Morelos, Mexique                       | 1 658 806  | 2010                |
| 31   | Santiago de los Caballeros, République dominicaine | 1 579 699  | 2008                |
| 32   | Tijuana, Mexique                                   | 1 559 714  | 2010                |
| 33   | Philadelphie, États-Unis                           | 1 556 396  | 2010                |
| 34   | Puebla, Mexique                                    | 1 539 859  | 2010                |
| 35   | Recife, Brésil                                     | 1 536 934  | 2010                |
| 36   | Maracaibo, Venezuela                               | 1 495 199  | 2010                |
| 37   | Guadalajara, Mexique                               | 1 494 134  | 2010                |
| 38   | Phoenix, États-Unis                                | 1 469 471  | 2011                |
| 39   | León, Mexique                                      | 1 436 733  | 2010                |
| 40   | Córdoba, Argentine                                 | 1 429 536  | 2011                |
| 41   | Porto Alegre, Brésil                               | 1 409 939  | 2010                |
| 42   | Belém, Brésil                                      | 1 392 031  | 2010                |
| 43   | Montevideo, Uruguay                                | 1 336 878  | 2010                |
| 44   | Ciudad Juárez, Mexique                             | 1 328 017  | 2010                |
| 45   | San Antonio, États-Unis                            | 1 327 407  | 2010                |
| 46   | San Diego, États-Unis                              | 1 322 553  | 2011                |
| 47   | Goiânia, Brésil                                    | 1 301 892  | 2010                |
| 48   | Zapopan, Mexique                                   | 1 243 538  | 2010                |
| 49   | Guarulhos, Brésil                                  | 1 222 357  | 2010                |
| 50   | Rosario, Argentine                                 | 1 198 528  | 2010                |
| 51   | Dallas, États-Unis                                 | 1 197 816  | 2010                |
| 52   | Barranquilla, Colombie                             | 1 148 506  | 2005                |
| 53   | Monterrey, Mexique                                 | 1 135 512  | 2010                |
| 54   | Nezahualcóyotl, Mexique                            | 1 109 363  | 2010                |
| 55   | Guatemala, Guatemala                               | 1 104 890  | 2010                |
| 56   | Campinas, Brésil                                   | 1 080 999  | 2010                |
| 57   | São Luís, Brésil                                   | 1 011 943  | 2010                |

## Patrimoine culturel et naturel
Les sites culturels et naturels suivants sont inscrits au patrimoine mondial de l'UNESCO.
Arrondissement historique du Vieux-Québec à Québec, Canada
Parcs des montagnes Rocheuses canadiennes, en Alberta et Colombie-Britannique, Canada
Parc national du Gros-Morne, à Terre-Neuve-et-Labrador, Canada
Statue de la Liberté à New York, États-Unis
Golden Gate Bridge à San Francisco, États-Unis
Parc national de Yellowstone dans le Wyoming, États-Unis
Parc national du Grand Canyon dans l'Arizona, États-Unis
Réserve de biosphère du papillon monarque dans le Michoacán, Mexique
Premiers monastères du XVIe siècle sur les versants du Popocatépetl, Mexique
Cité préhispanique d'El Tajín, dans le Veracruz, Mexique
Sanctuaire de faune et flore de Malpelo, Colombie
Machu Picchu, cité inca à Cuzco, Pérou
Parc national de Rapa Nui, sur l'île de Pâques, Chili
Quartier historique de la ville portuaire de Valparaíso, Chili
Statue du Christ Rédempteur à Rio de Janeiro, Brésil
Missions jésuites des Guaranis, Argentine et Brésil
Parc national d'Iguazú et Parc national de l'Iguaçu, dans la province de Misiones et le Paraná, Argentine et Brésil
Parc national historique - Citadelle, Sans Souci, Ramiers, Haïti

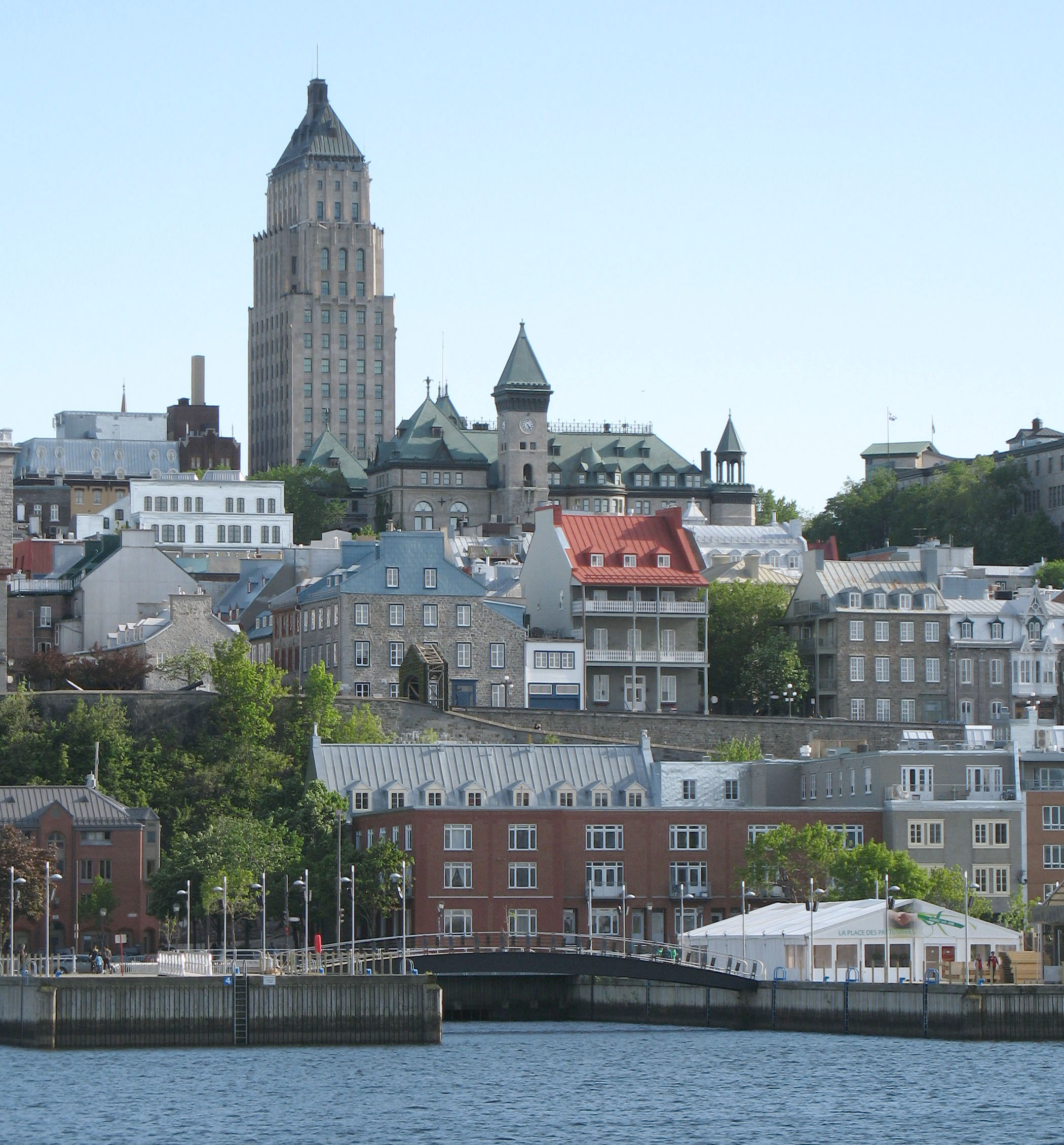
L'arrondissement historique du Vieux-Québec à Québec (Canada)
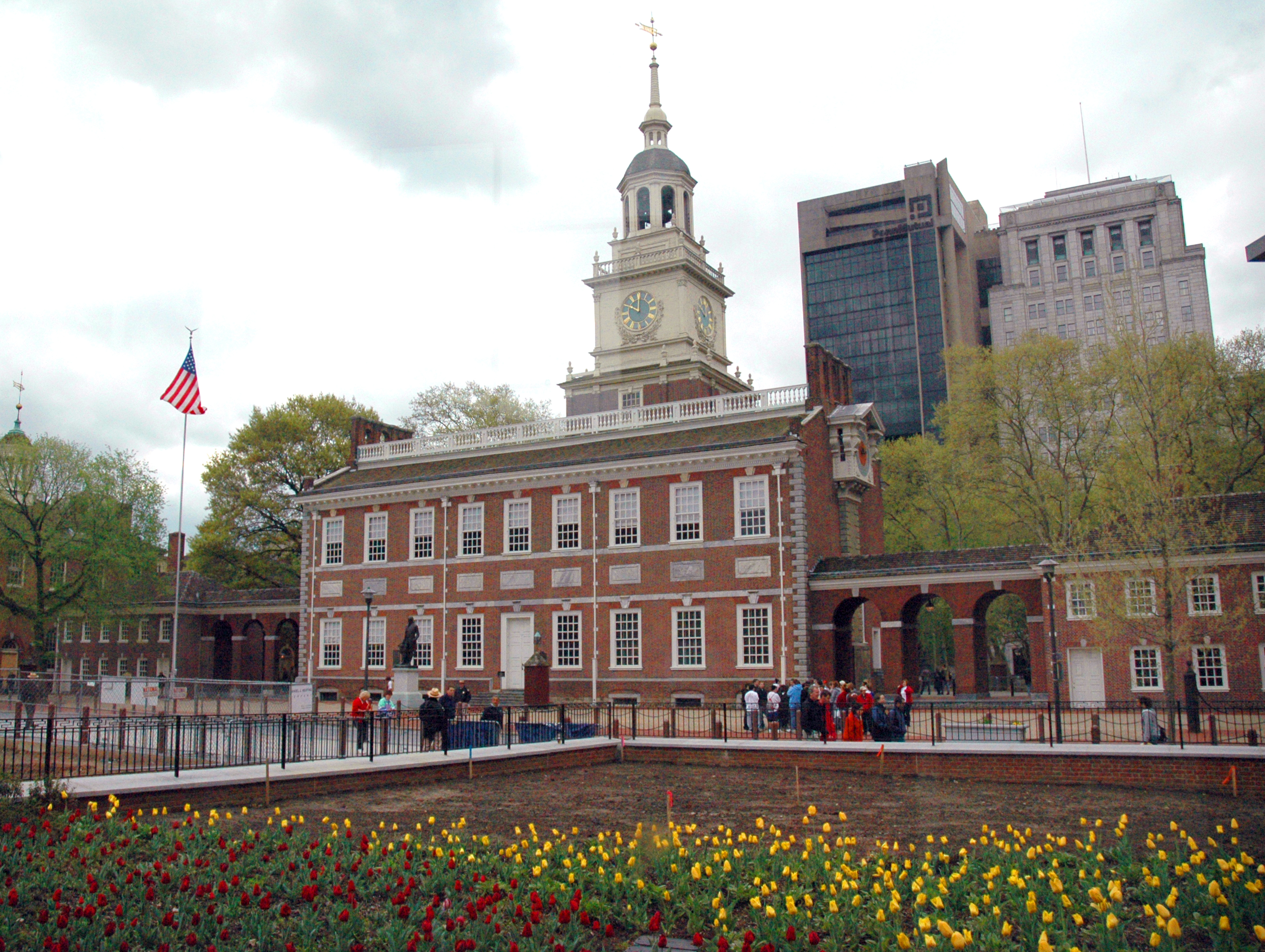
L'Independence Hall à Philadelphie (États-Unis)
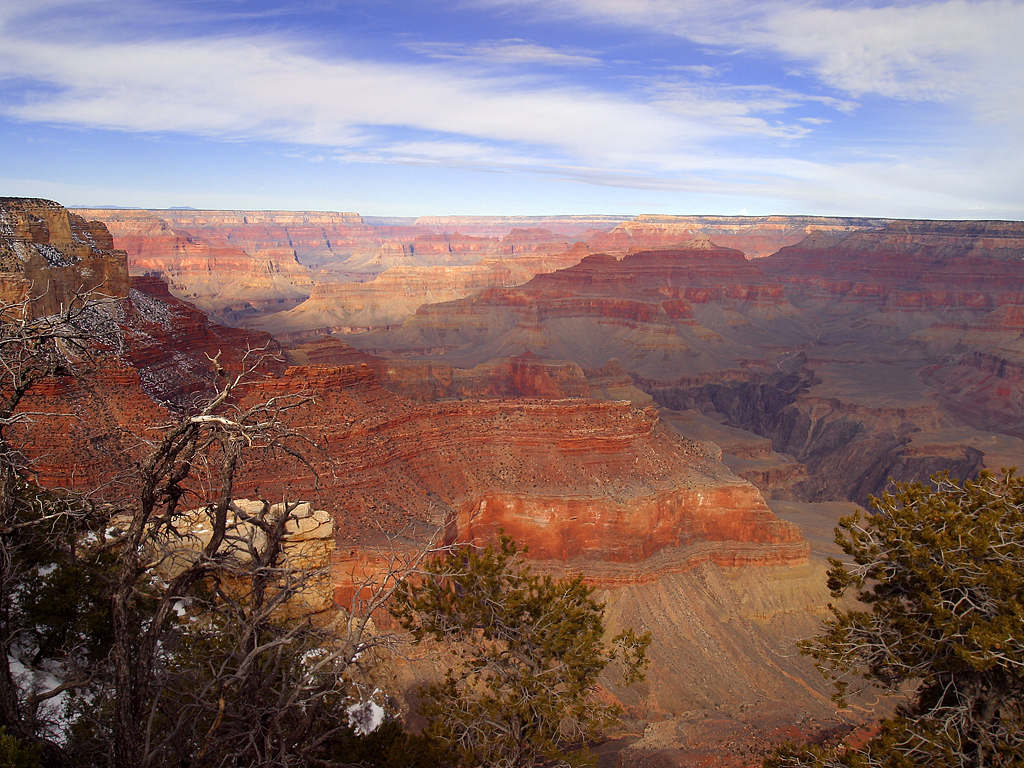
Le Parc national du Grand Canyon (États-Unis)
Le Huayna Picchu et la cité perdue du Machu Picchu (Pérou)
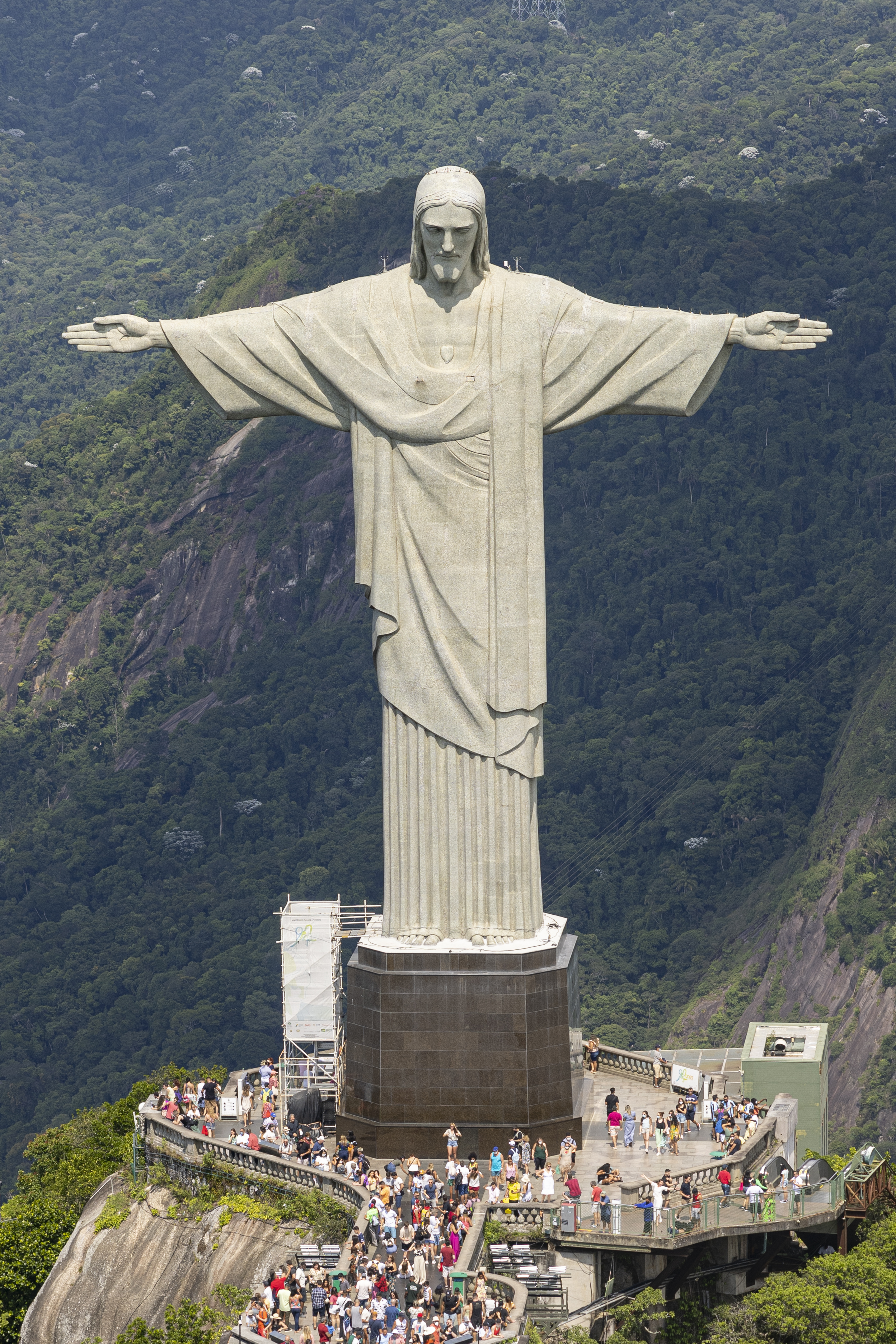
La statue du Christ Rédempteur à Rio de Janeiro (Brésil)
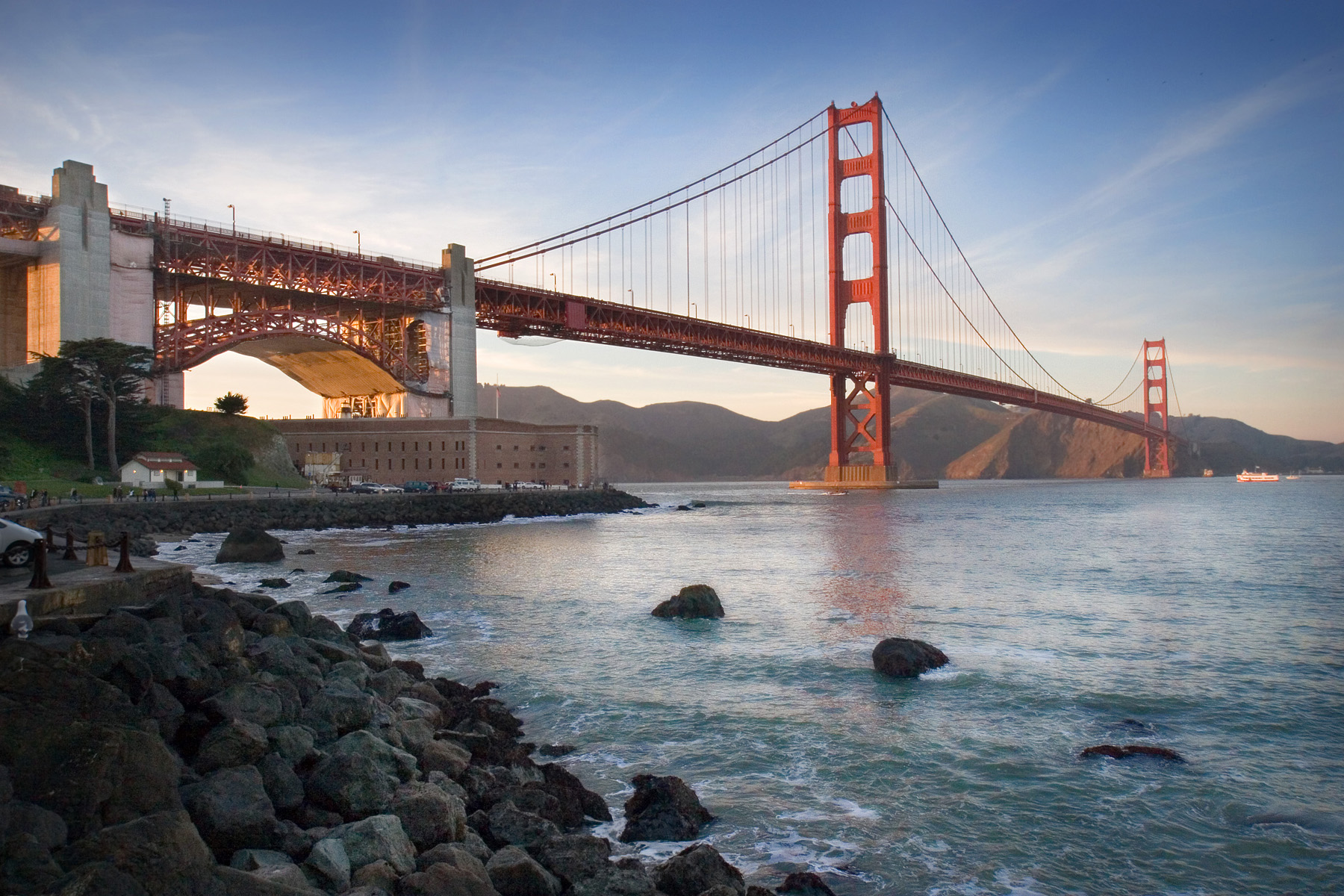
Le Golden Gate Bridge à San Francisco (États-Unis)
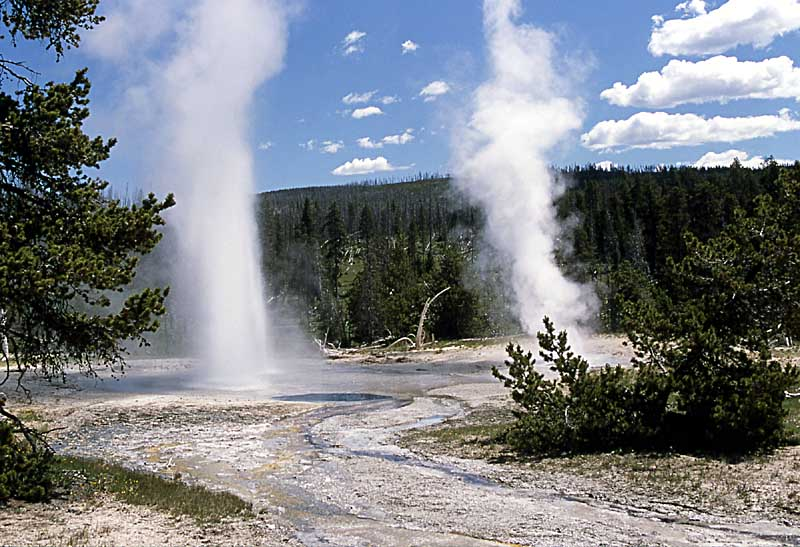
Le Parc national de Yellowstone (États-Unis)
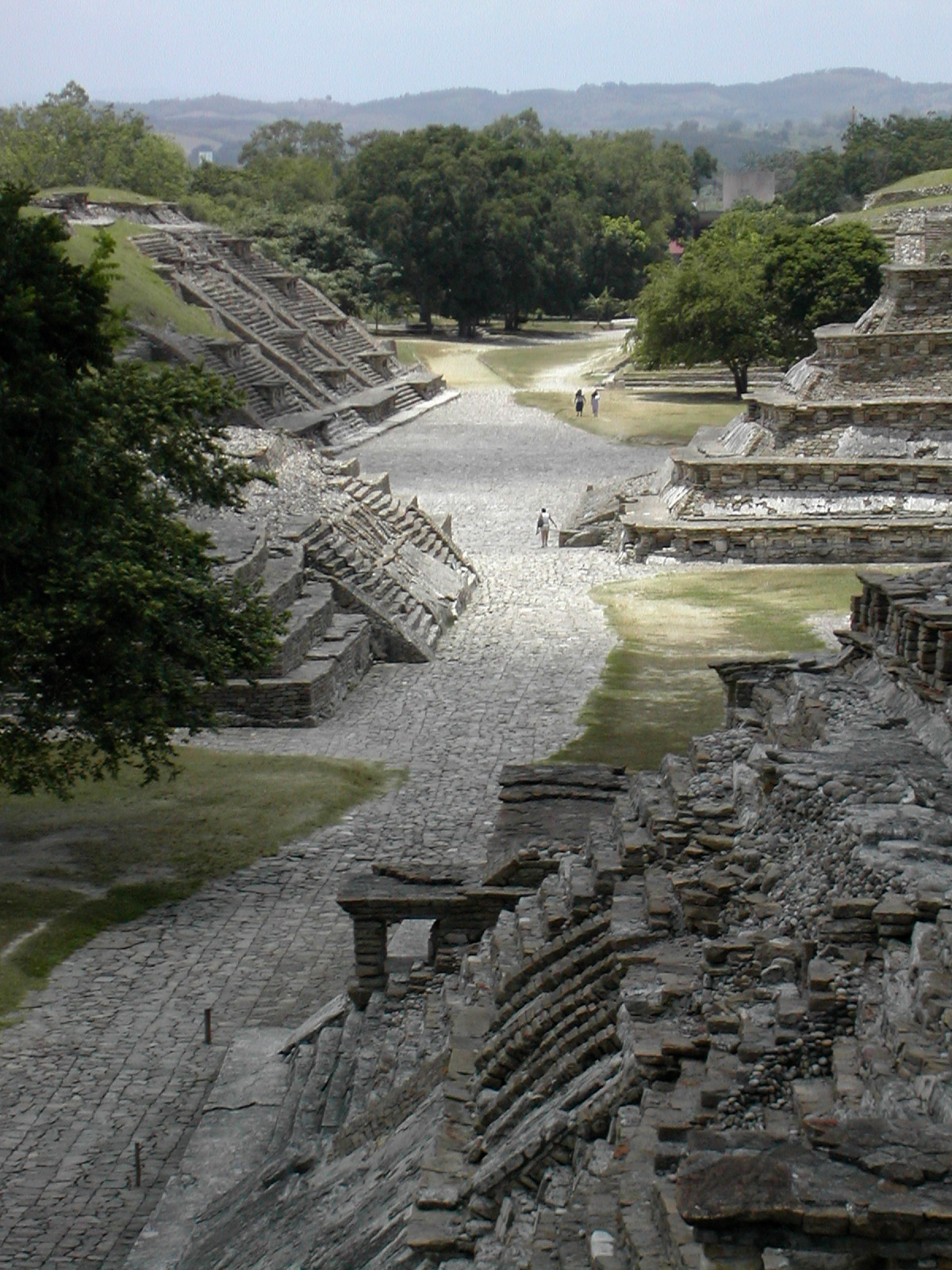
La Cité préhispanique d'El Tajín (Mexique)
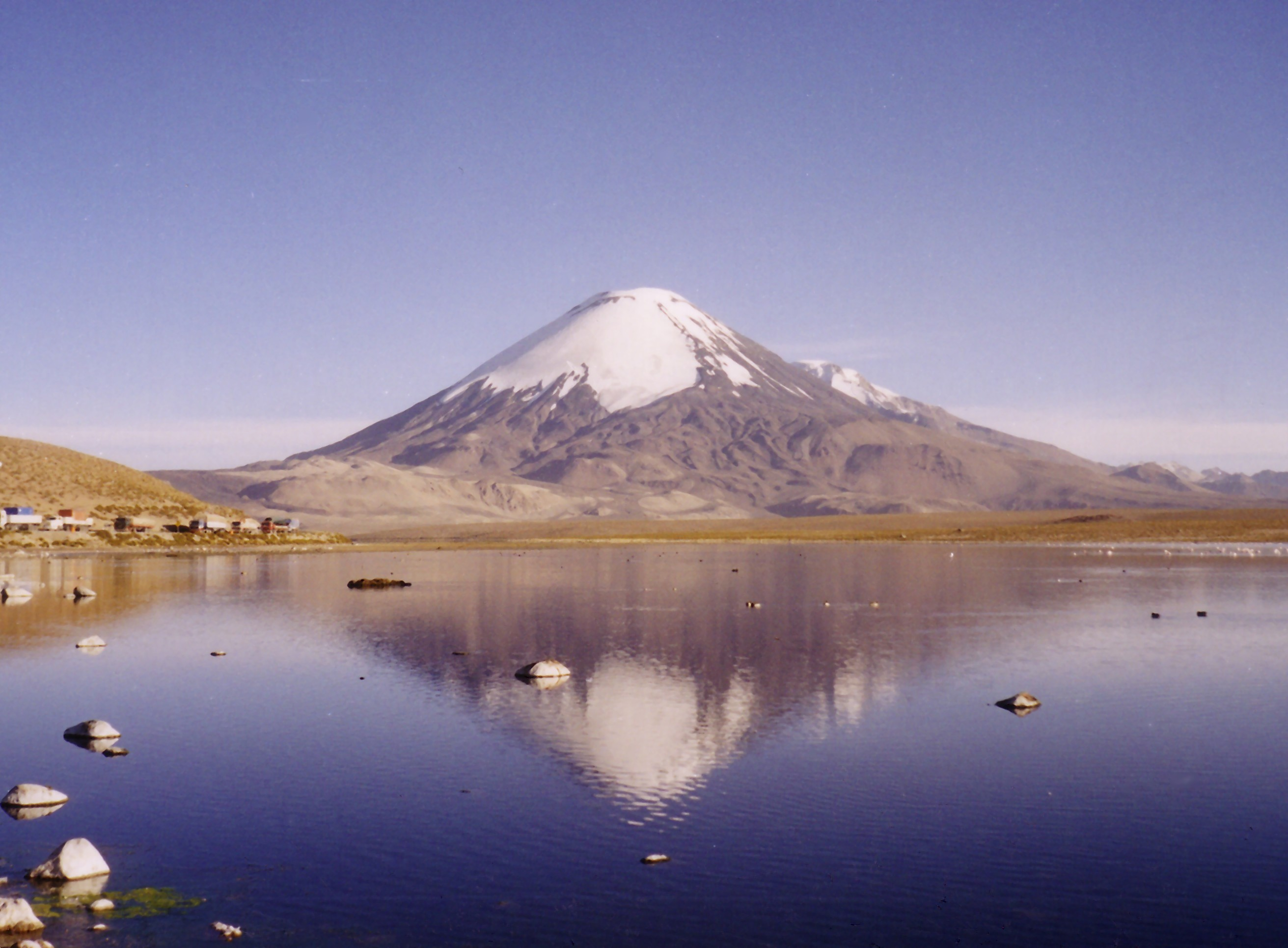
Le lac Chungará et le volcan Parinacota (Chili)
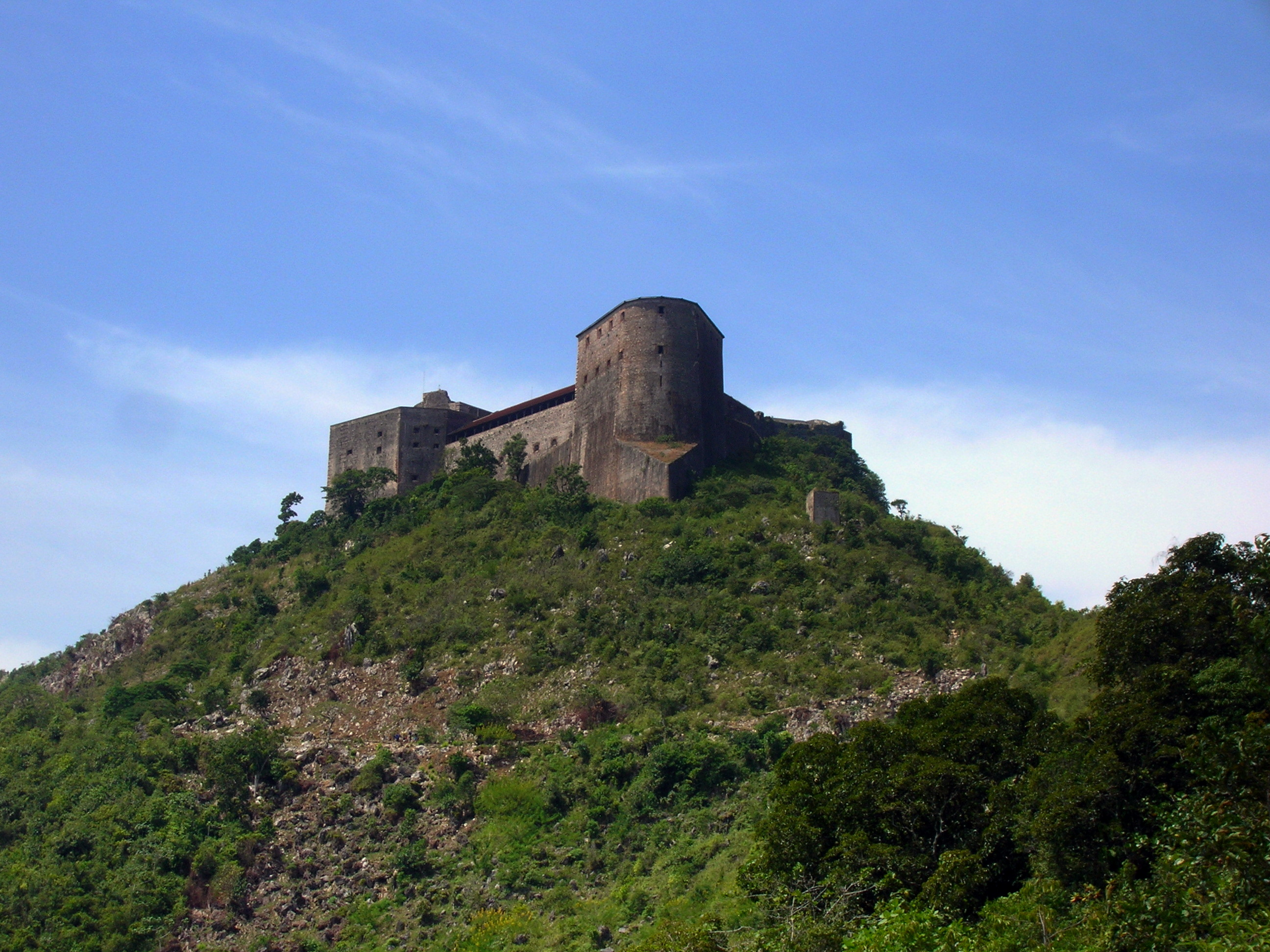
Citadelle La Ferrière (Haïti)

## Unions transcontinentales

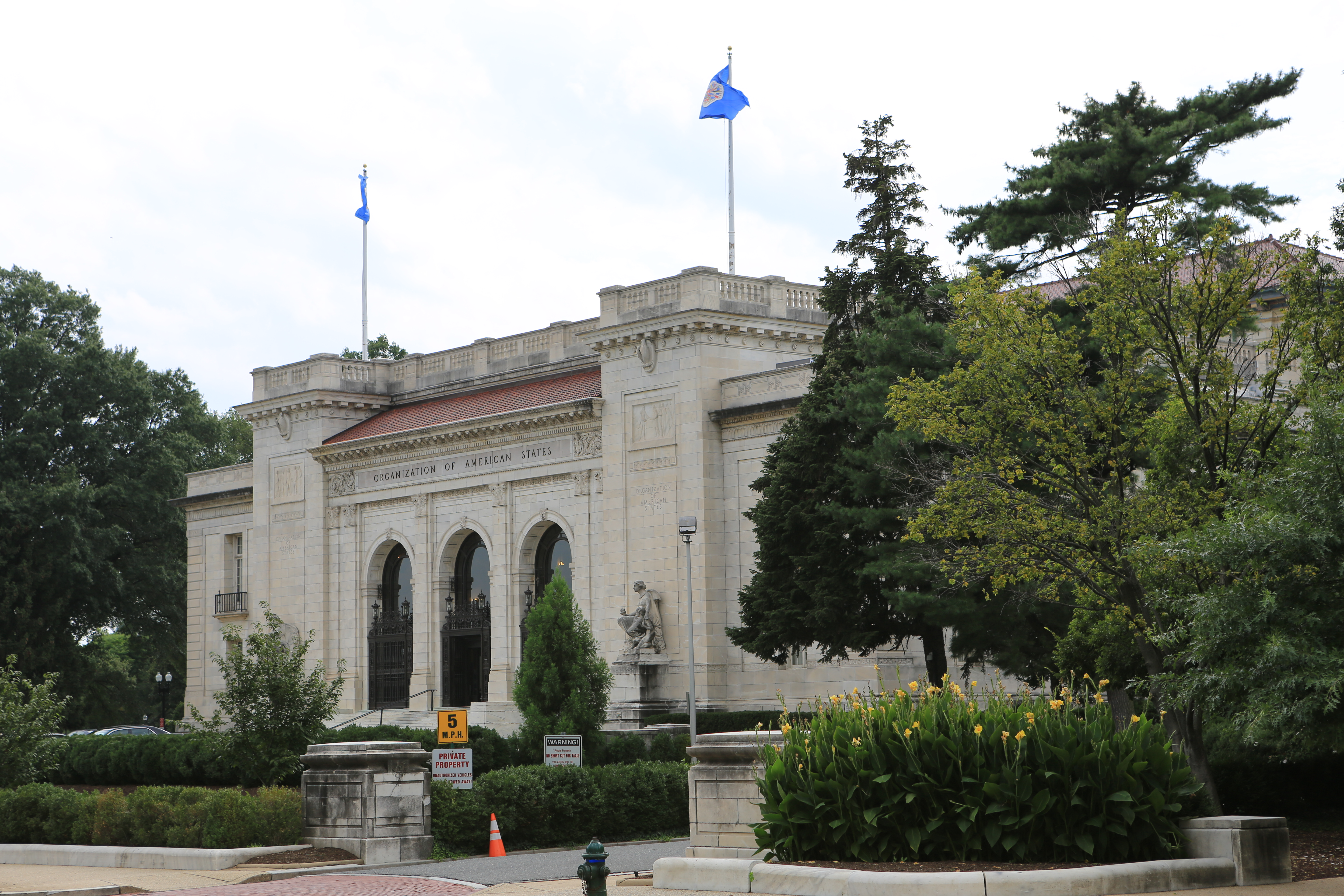
Siège de l'Organisation des États américains, à Washington DC

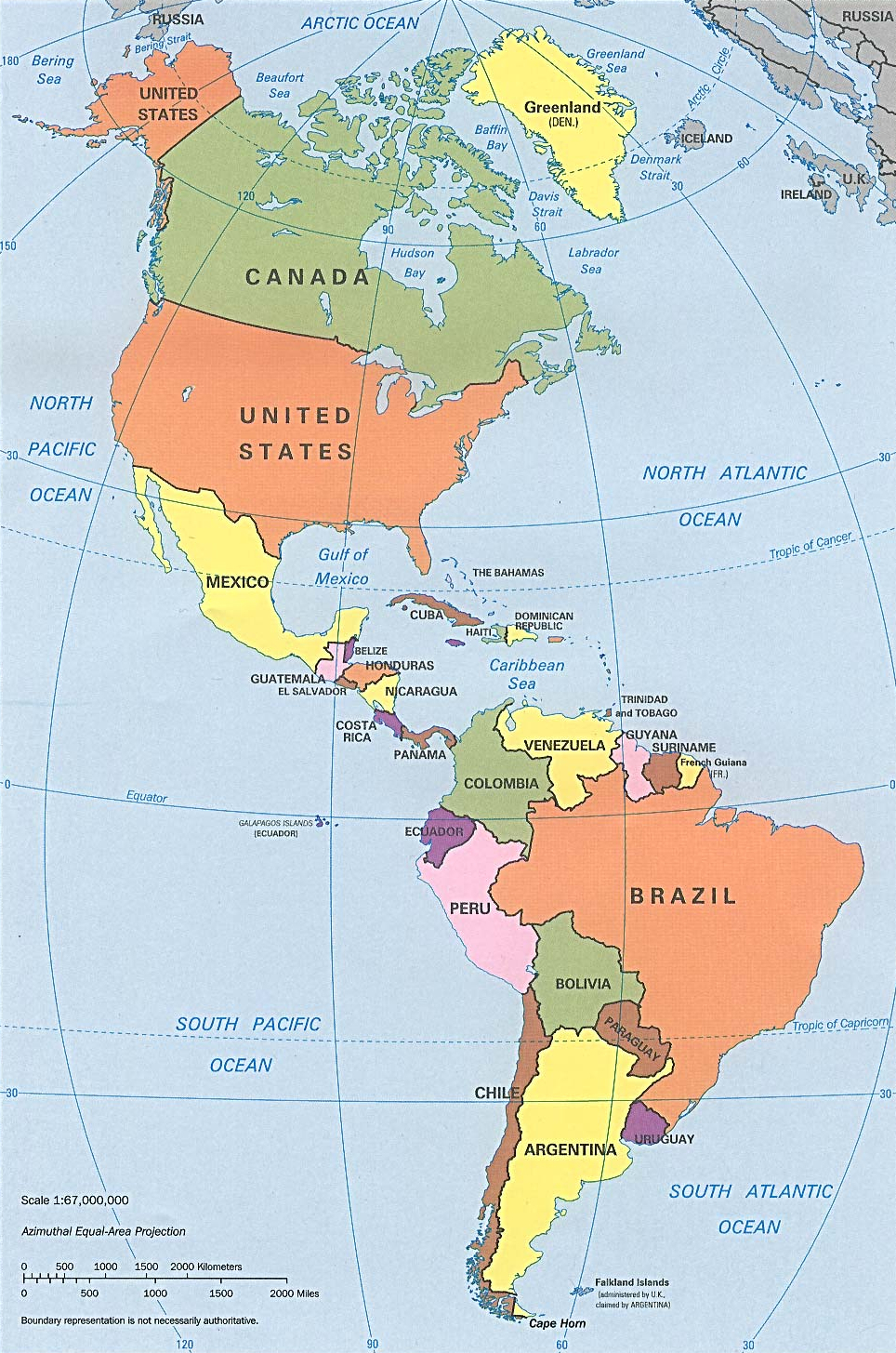
Carte politique anglophone de l'Amérique, selon une projection équivalente.

### Institutions panaméricaines
- Organisation des États américains
  - Institut américain de l'enfance
- Sommet des Amériques

### Agences supranationales
- Commandement de la défense aérospatiale de l'Amérique du Nord (NORAD)
- Commission mixte internationale (CMI) et Commission de la frontière internationale (CFI)
- Programmes Fast (en) et Nexus (en)

### Regroupements intergouvernementaux
- Alliance bolivarienne pour les Amériques (ALBA)
- Association des États de la Caraïbe
- Association latino-américaine d’intégration (ALADI)
- Groupe de Rio
- Organisation des États de la Caraïbe orientale
- Parlement centraméricain
- Parlement latino-américain

### Communautés économiques locales
- Accord de libre-échange nord-américain (ALENA)
- Banque du Sud
- Banque interaméricaine de développement
- Communauté andine
- Communauté caribéenne (Caricom)
- Marché commun centraméricain
- Mercosur
- Union des nations sud-américaines

### Rencontres culturelles transfrontalières

#### Éducation
- Consortium pour la collaboration en enseignement supérieur en Amérique du Nord (en)

#### Religion
- Conseil épiscopal latino-américain (CELAM)
- Conférence épiscopale des Antilles
- Ordinariat personnel de la chaire de Saint-Pierre

#### Science
- Organisation latino-américaine de l'énergie

#### Sport
- Jeux panaméricains
- Jeux sud-américains
- Ligue nationale de hockey (LNH)
- US Open

### Œuvres en projet
- Union nord-américaine
- Zone de libre-échange des Amériques (ZLEA)

### Relations intercontinentales
- Commonwealth des Nations
- Communauté des démocraties
- Conseil de l'Arctique
- Coopération économique pour l'Asie-Pacifique
- Interpol
- Jeux olympiques
- Jeux du Commonwealth
- Organisation internationale de la francophonie
- Organisation des Nations unies (ONU)
- Organisation du traité de l'Atlantique nord (OTAN)
- Union latine

## Aménagements territoriaux

### Routes transcontinentales

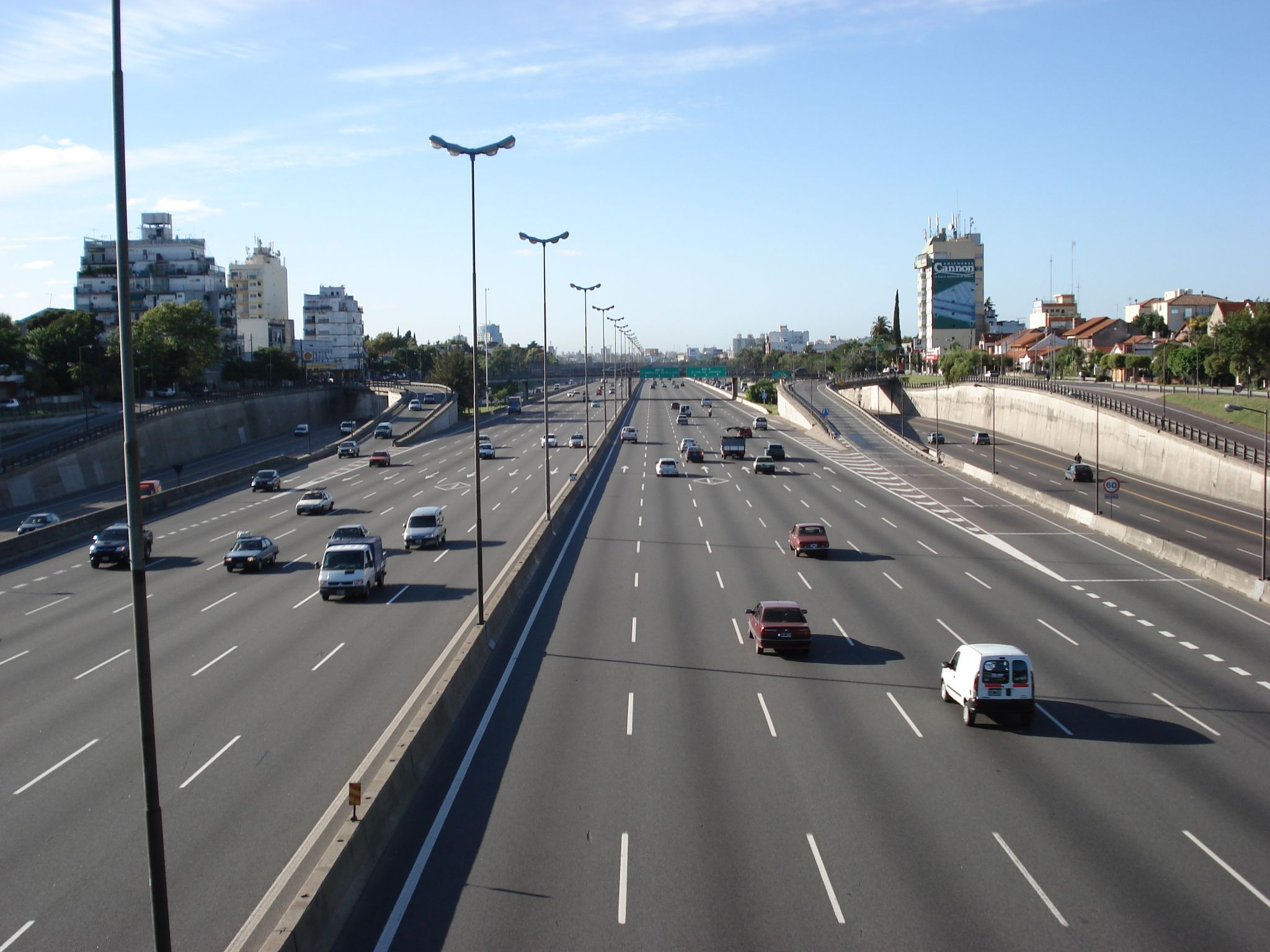
La route panaméricaine dans le Grand Buenos Aires (Argentine)

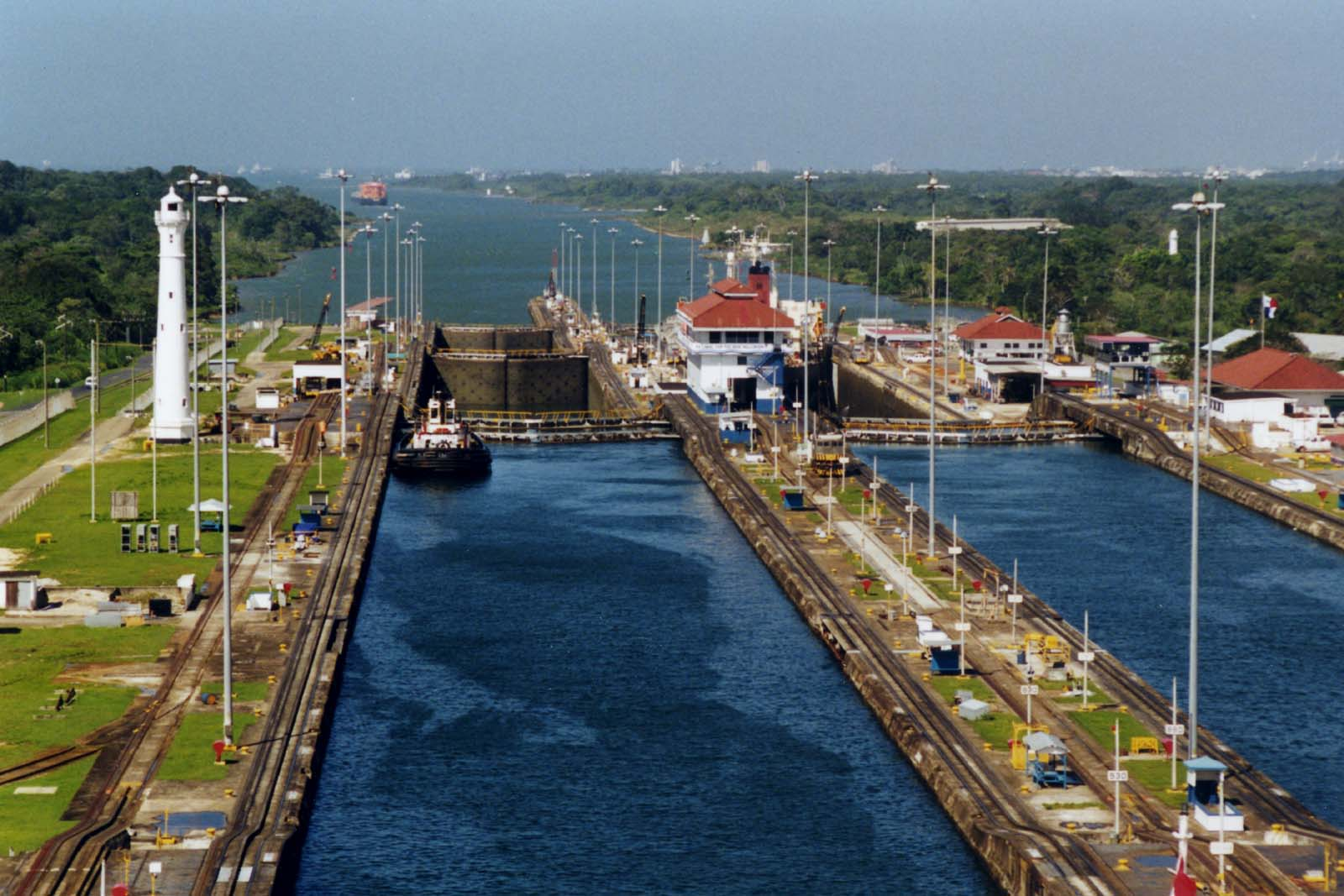
Écluses du canal de Panama sur le lac Gatún (Panama)

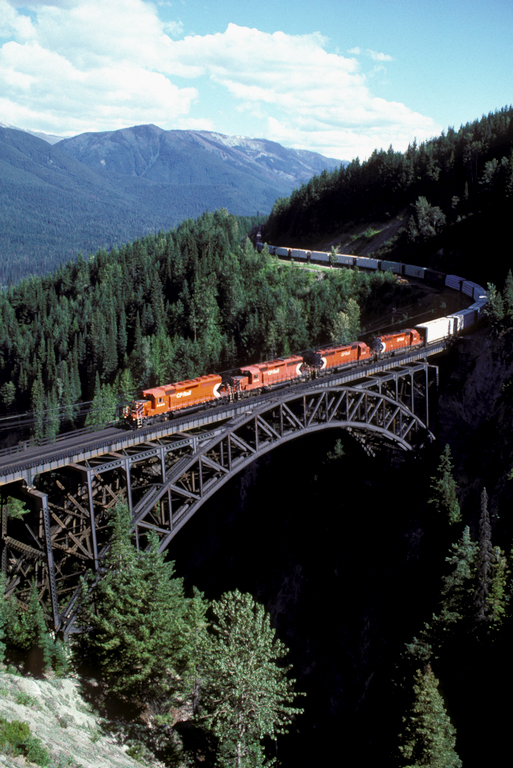
Un train de marchandises du CP sur le pont de Stoney Creek en Colombie-Britannique (Canada)

- Route Lincoln Highway (d'est en ouest — de New York à San Francisco)
- Route panaméricaine (du nord au sud — de Prudhoe Bay à Ushuaïa)
- Route transcanadienne (d'est en ouest — de Saint-Jean de Terre-Neuve à Victoria/Prince Rupert)

### Routes régionales
- Autoroute CanAm (en)
- Corridor Canamex (en)
- Route de la Baie James
- Route Transtaïga
- Transamazonienne (BR-230)
- U.S. Route 66 (d'est en ouest - de Chicago à Los Angeles)

### Routes maritimes
- Canal de Panama
- Détroit de Magellan
- Intracoastal Waterway
- Passage du Nord-Ouest
- Passage Intérieur
- Voie maritime du Saint-Laurent

### Routes ferroviaires
- Amtrak
- Burlington Northern and Santa Fe Railway (BNSF)
- Canadien National (CN)
- Canadien Pacifique (CP)
- CSX Transportation
- Kansas City Southern
- Norfolk Southern
- Union Pacific
- Via Rail Canada

#### Ancienne
- Recherches philosophiques sur les Américains, ou Mémoires intéressants pour servir à l’Histoire de l’Espèce Humaine. Avec une Dissertation sur l’Amérique & les Américains, par Dom Pernety. par Corneille de Pauw., 1771.

#### Moderne
- Laurent Carroué, Didier Collet et Claude Ruiz, Les Amériques, Rosny-sous-Bois, Bréal, 2008, 302 p. (ISBN 978-2-7495-0530-5, lire en ligne).
- Charles C. Mann (trad. de l'anglais par Marina Boraso), 1491. Nouvelles révélations sur les Amériques avant Christophe Colomb, Paris, Albin Michel, 2007, 471 p. (ISBN 978-2-226-17592-2)
- Pierre Chaunu, L'Amérique et les Amériques, Armand Colin, coll. « Destins du monde », 1964, 470 p.
- René-Éric Dagorn (dir.), Kattalin Gabriel-Oyhamburu, Armelle Picardat-Pezé et Kattalin Gabriel-Oyhamburu (dir.), Amériques 80 problématiques, Paris, Nathan, coll. « Géopolitique en fiches (Paris) », 2008, 179 p. (ISBN 978-2-09-160778-8, OCLC 494066242)
- Alain Musset (dir.), Vincent Thébault et al., Géopolitique des Amériques, Paris, Nathan, coll. « Nouveaux continents », 2009, 2e éd. (1re éd. 2006), 381 p. (ISBN 978-2-09-160895-2, OCLC 470627761)
- Stephan Zweig, Amerigo, Récit d'une erreur historique, 1941 (titre original : Amerigo, Die Geschichte eines historischen Irrtums)

### Filmographie
- Amériques, film documentaire de Pierre Brouwers, TFI, Ivry-sur-Seine, 2005, 90 min (DVD)